# Habsburg–Lotaringiai Rudolf osztrák–magyar trónörökös
Rudolf (teljes születési nevén Rudolf Ferenc Károly József, németül: Rudolf Franz Karl Joseph; Laxenburg, Ausztria, 1858. augusztus 21. – Mayerling, Ausztria–Magyarország, 1889. január 30.), Habsburg–Lotaringiai-házból származó osztrák–magyar trónörökös, főherceg, I. Ferenc József császár és király és Erzsébet császárné és királyné egyetlen fia.
Mivel apja nem engedte, hogy politikai szerepet töltsön be, ezért már korán a politikai publicisztika felé fordult. Álnéven jelentette meg liberális írásait, amelyekben élesen támadta az arisztokráciát és a papságot, illetve a konzervatív és nacionalista politikusokat, mint Eduard Taaffe és Georg von Schönerer. Ellenezte a Monarchia Német Császársággal való szorosabbra fűződő viszonyát, inkább a Franciaországgal és Oroszországgal kötendő megállapodásokat szorgalmazta.
1881-ben vette feleségül II. Lipót belga király leányát, Stefánia hercegnőt, akitől egy gyermeke, Erzsébet Mária főhercegnő született. Rudolf ismert volt kicsapongó életmódjáról és számos szeretőjéről, mint amilyen a közismert nagyvilági Mizzi Kaspar is volt. Végül 1889-ben a mayerlingi vadászkastélyban szeretőjével, Maria von Vetsera bárónővel együtt öngyilkosságot követett el.

## Élete

### Származása, testvérei
Rudolf főherceg, trónörökös 1858. augusztus 21-én született az alsó-ausztriai Laxenburg kastélyában, Bécs közelében. Az újságok a következő hírt jelentették meg: „Császárné Ő Felsége szombaton. f. e. aug. 21-én esti 10 óra 15 perczkor Laxenburgban szerencsésen trónörököst szült”. A keresztelőre augusztus 23-án, hétfőn délután 2 órakor került sor. Édesapja I. Ferenc József császár és király, az Osztrák–Magyar Monarchia uralkodója, édesanyja Erzsébet császárné és királyné. Rudolf a család harmadik gyermekeként született. Nevét az első jelentős Habsburg uralkodó, I. Rudolf császár után kapta.
Testvérei
- Zsófia Friderika osztrák főhercegnő, magyar királyi hercegnő (1855–1857)
- Gizella osztrák főhercegnő, magyar királyi hercegnő (1856–1932)
- Mária Valéria osztrák főhercegnő, magyar királyi hercegnő (1868–1924)

Születését 21 ágyúból leadott százegy mozsárlövéssel adták a bécsiek tudtára. A monarchia nagyvárosaiban az épületeket fellobogózták, és vallástól függetlenül tartottak ünnepélyes istentiszteleteket. Ifj. Johann Strauss öccse, Josef Strauss az Osztrák trónörökös indulóval és a Laxenburgi-polkával köszöntötte Rudolfot. Apjától megkapta az Aranygyapjas rendet, valamint kinevezte fiát a 19. gyalogezred ezredesévé és tulajdonosává (ez a korban még a katonás poroszoktól is idegen tettnek számított, a későbbi II. Vilmos is csak tízévesen lépett katonai szolgálatba.) Az ünneplők mellett megjelentek azok is, akik az újszülöttben látták az alkotmányos rend letéteményesét. Többek között a magyarok is, akik ebbéli reményeiknek hangot adva a fiú nevéből anagrammát képeztek: „Rudolf” → „Fordul”.

### Gyermekkora

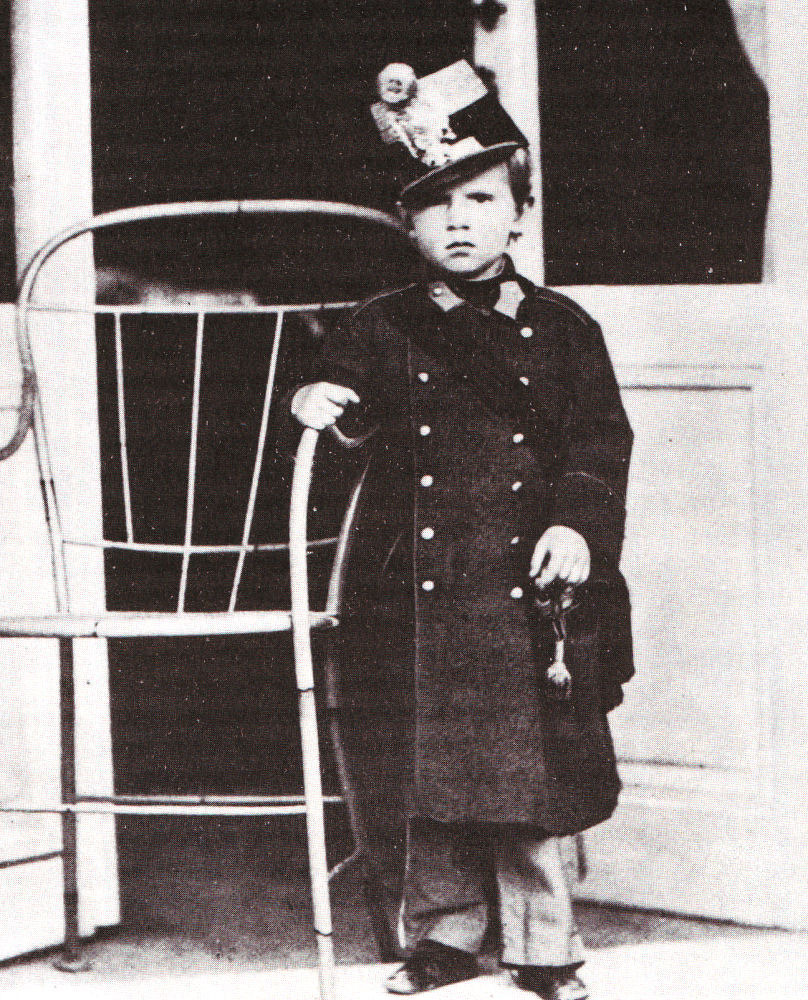
Rudolf főherceg a nevét viselő császári-királyi 19. gyalogezred (k.k. Infanterieregiment Erzherzog Rudolf Nr. 19)
ezredtulajdonosaként, az osztrák Császári-Királyi Hadsereg egyenruhájában (1862)

Élete első pár évében neveléséről – testvéreihez hasonlóan – nagyanyja, a konzervatív gondolkodású Zsófia főhercegné gondoskodott, a gyermek apjának jóváhagyása mellett. Döntése értelmében a gyermekek szobáit saját lakrésze mellett alakíttatta ki, valamelyest elszeparálva szüleiktől.
Elszakította és teljesen elszigetelte édesanyjától, Erzsébettől, akinek szellemi befolyását károsnak tartotta. Rudolf jelleme, színes érzelmi világa, érzékeny lelki alkata azonban Erzsébetéhez és a Wittelsbachokhoz hasonlított, nagyanyja pedig éppen ezt a szabadabb világfelfogást akarta – kemény módszerekkel – kinevelni a fiúból. Rudolfot nem sokkal hatodik születésnapja után elválasztották dajkájától, Caroline Weldentől (akit Ő csak Wowónak becézett) és saját udvartartást kapott, udvarmesterrel együtt, aki egyben nevelője is lett. A nevelésével megbízott személy Leopold Gondrecourt gróf lett. Gondrecourt 1864-ben Schleswigben vezetett hadjáratot egy osztrák dandárral a dánok ellen, akiket látványos akcióban vert meg a Királydombnál. Hosszú ideje nem aratott ilyen sikert Ausztria, ezért is határozta el Zsófia és Ferenc József, hogy a kőkemény és szívtelen grófot, a „vasdandár” parancsnokát fogja Rudolf nevelőjévé tenni. A gróf a gyenge és ideges természetű gyermeken a legszigorúbb katonai kiképzési módszereket alkalmazta, éjszaka pisztolylövésekkel felriasztotta, hosszú éjszakai menetekre vagy az esőben való álldogálás elviselésére kényszerítette. E pedagógiai balfogások súlyosan veszélyeztették a fiú testi-lelki fejlődését, amit Gondrecourt beosztottja, Latour szóvá tett Erzsébetnél, aki 1865-ben egy ultimátumszerű fogalmazványt juttatott el Ferenc Józsefhez, melyben gyermekei ügyeit illetően korlátlan hatalmat kért.

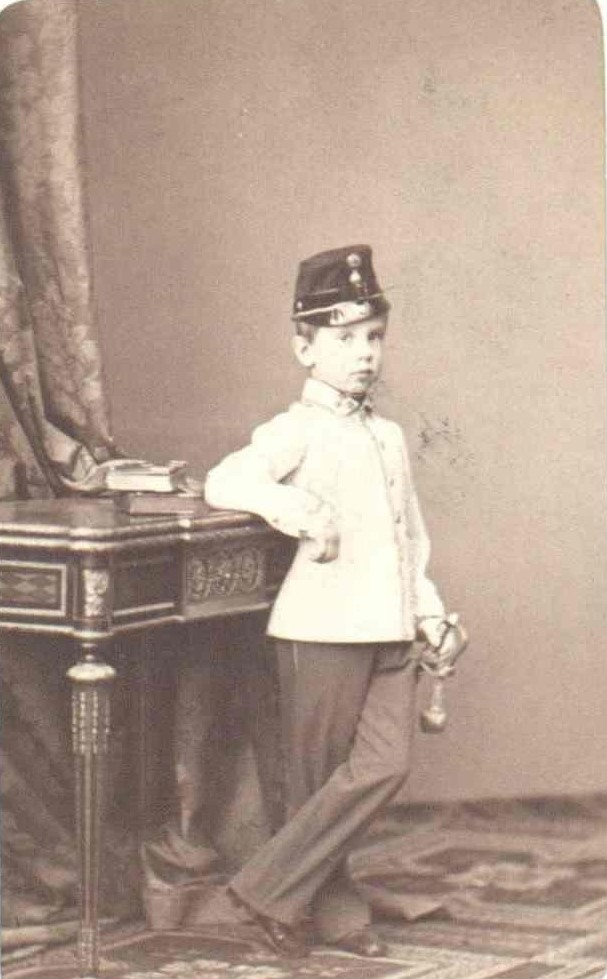
Rudolf trónörökös ötéves korában, az osztrák Császári-Királyi Hadsereg emblematikus fehér zubbonyában, melyet a sorgyalogság és a nehézlovasság az 1700-as évek elejétől egészen 1867-ig használt

### Neveltetése, politikai nézetei
Erzsébet fellépésének következtében új nevelő került kinevezésre, Joseph Latour von Thurmburg gróf személyében, aki kiváló pedagógiai érzékkel hamarosan komoly fejlődést és eredményeket ért el. Rudolfról kiderült, hogy szabadgondolkodó, vonzódik a liberalizmushoz, kiváló íráskészsége van (ami egy Habsburgtól eléggé szokatlan képességnek számított). Oktatásáról mintegy ötven tanár gondoskodott a birodalom számos részéből, kiválasztásuknál Latour ügyelt arra, hogy a birodalom számos nemzetisége képviseltetve legyen köztük. Nagy többségük polgári származású, hivatásos pedagógus és tudós volt.

#### Vallás és-, társadalomkritikája
Első tanárai között volt Joseph von Zhishman, aki nagy pedagógiai készséggel tanította az ifjú trónörököst, szemléletessé téve a tananyagot (pl. lefordíttatta vele a schönbrunni kastély szobrainak latin nyelvű feliratait). Zhishman tanári működésének érdeme az is, hogy a korban szokásos tananyagot bővítette a "modernkori" (francia forradalom, 1848-as forradalmak) ismeretekkel is. Fennmaradt gyermekkori füzeteiből kitűnő klérussal és az arisztokráciával szemben tanúsított ellenszenve Zhishman hatásnak tudható be, mint ahogy feltehetően az is, hogy Rudolf egyházellenessé vált, arra viszont, hogy kereszténységet elutasította volna nem utal semmi. Feltehetően Zhishman volt az, aki elültette benne a felekezetek közötti egyenlőség eszményét, illetve kialakította Rudolf liberális, modern uralkodóképét, aki a nép akaratából uralkodik és elismeri népe felségjogát, valamint, hogy saját tudományos munkássága és műveltsége jogán juthat trónra. Eljegyzése után ezt ki is nyilatkoztatta, amikor a prágai polgároknak mondott köszönetében arról szólt, hogy a "Nép hangja Isten hangja".
Mengernek köszönhető Rudolf rokonszenve a művelt polgárság iránt, a tudományos teljesítmény tisztelete, a kisebbségek irányában tanúsított tolerancia, az abszolutizmussal szembeni ellenérzés és a demokrácia, illetve az alkotmányosság iránti vonzódás. Az is megfordult a fejében, hogy nem uralkodó lesz, hanem köztársasági elnök (erre található utalás, Carl Khevenhüller 1879-es naplóbejegyzésében). Lelkesedett Franciaországért, melyben a boldog, gazdag és nagy teljesítményekre képes köztársaságot látta, és amelyre példaképként tekintett.
1871 novemberétől 1872 decemberéig tanárai között volt Rónay Jácint magyar püspök is, aki a magyar történelmet oktatta neki, heti három órában. Munkája során ő is nagy gondot fordított a vallási toleranciára, elítélte a vallásháborúkat és a keresztes harcokat is. Rónay II. József császár híve volt, nézeteit Rudolf is átvette, megerősítve a népi császárba, polgári királyba vetett elképzeléseit.

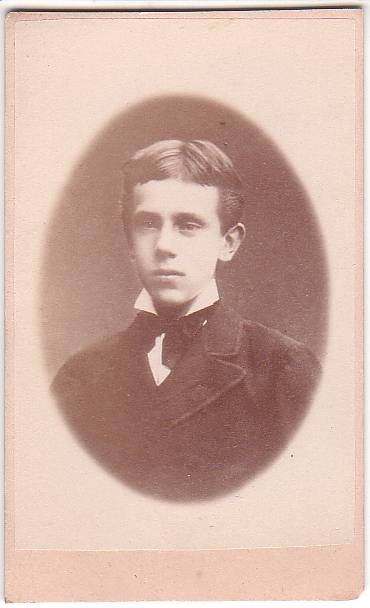
Rudolf ifjúkori képe

Elítélte az arisztokraták tétlenségét, akik „megmaradnak elegáns finom naplopóknak, semmit sem tanulnak, minden okos diák vagy polgár előtt szégyellni kell magukat, (…) ez a társaság, nagyon kevés kivétellel, gennyes tályog az állam testén.” Egy 1882-es feljegyzésében leírja, hogy ha valami rendkívüli társadalmi változás következne be, ő maga a tudásával (íróként, irodában) képes lenne fenntartani magát, ellentétben a képzetlen és gyenge nemességgel, akik szerinte éhen halnának. Angliai látogatása során tovább erősödött benne az osztrák nemesség ellen érzett indulata, mikor azt tapasztalta, hogy az angol főuraknak mekkora szerepük van saját országuk gazdasági és politikai életében. Meglátása szerint az osztrák-magyar nemesség esetében a társadalmi és gazdasági élettől való távolmaradása alacsony képzettségükből és lustaságukból ered, ami nagy veszélyt rejt magában. Mélyítette ellenszenvét az a felismerés is, hogy a brit arisztokrácia befogadja a legkiválóbb embereket a polgárság soraiból is. (Rudolf többekkel találkozott is, például a páncélos hajó kifejlesztése révén magasra emelkedett Sir John Brownnal).
A darwini evolúciós elmélet kapcsán – amellyel Brehm és Rónay révén is kapcsolatba kerülhetett – ostorozta az arisztokratákat és az egyházat: azon bosszankodik, hogy az arisztokraták elítélik a tézist miszerint az ember állat, mivel ez ellentétes a vallással, közben elfelejtik, hogy ha ez nem így volna, „abba kellene hagyniuk az evést és ivást is, és minden állati ösztönükről le kellene mondaniuk, márpedig erre legkevésbé sem hajlandók ezek az emberek, ez egyetlen elfoglaltságuk.” Ugyanezeknek az embereknek a fejére olvassa, hogy évszázadokon át a felemelkedés és művelődés kerékkötői voltak, és az embereket „tűzzel-vassal állati sorban tartották, szolgává tették saját hasznukra.” Ezen elnyomás kapcsán kitért a vallásra is, egyenesen a pápát szólítva meg, aki az elnyomott parasztságért nem emelte fel a szavát, sőt azok legkisebb kilengései ellen is szót emelt, hozzátéve, hogy a haladást gátló egyház megvetést érdemel. Egy II. Lajosnak írt levelében leírja, hogy tiszteli a vallás azon részét, amely „neveli a népet és az egyszerű emberbe beletáplálja a morális érzés csíráit,” de elítéli abban az esetben ha egyes pártok vagy rendek kezében fegyverré válik, vagy igaz műveltség helyett vakhitet és babonát terjeszt. Érvelése szerint a művelt ember számára az egyház által megszabott keretek közötti hitgyakorlás lehetetlen, hiszen ezeknek embereknek saját erkölcsi törvényei vannak, mely életüknek keretet ad.

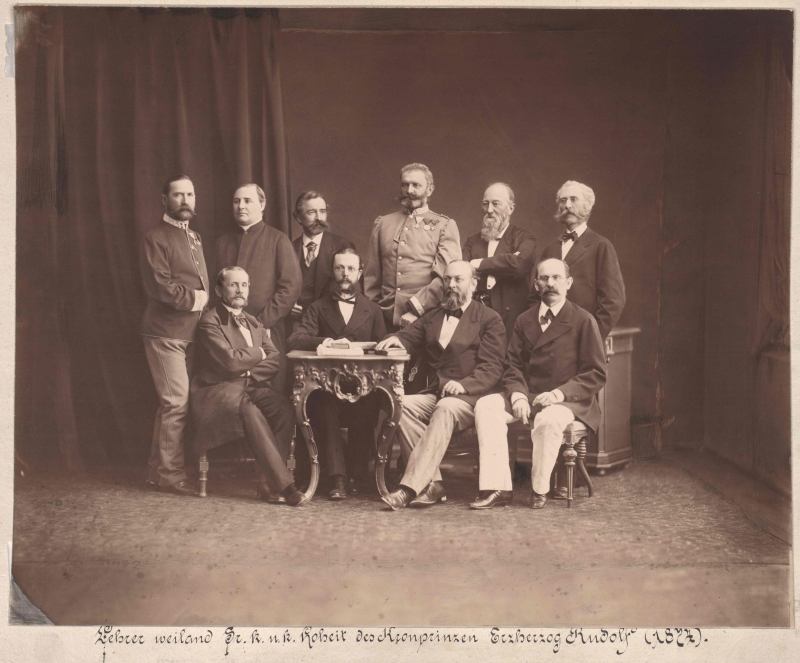
Rudolf tanárainak egy csoportja, 1874 (részleteket lásd a képen)

#### Gazdaságpolitika
A liberális oktatási munka része volt a gazdasági képzés is, melyet Carl Menger irányított, aki 1876–1877-ben nemzetgazdaságot tanított Rudolfnak. Menger úgy nyilatkozott, hogy Rudolf „…talán az első trónörökös Európában, aki átfogó gazdasági képzésben részesült. (…) A gazdasági törvényszerűségek ismeret mély hatást gyakorolt a trónörökös jellemére és élénk szellemére. (…) Nem tudott szabadulni attól a gondolattól, hogy a rossz államháztartás és a súlyos deficit gyengíti a birodalmat…” Rudolf rövid, 2-3 évig tartó kapcsolatát Moritz Hirsch báróval (aki nőügyeit is finanszírozta) arra használta, hogy az általa rossznak tartott gazdaságpolitikát, amit Taaffe és Kálnoky Gusztáv folytatott a helyes irányba próbálja terelni, hogy a birodalom lemaradását megakadályozza. A tőle nyert pénzügyi támogatásból a gazdasági fejlődés alapjainak megteremtését igyekezett elősegíteni; terveket dolgozott ki a kereskedelmi flotta fejlesztésére és a balkáni vasútvonalak építésre vonatkozóan. Terveit azonban korai halála miatt nem tudta véghez vinni.

#### Nemzetiségek
A sokszínű birodalom megismerésében neveltetése nagy segítségére volt. 1873-tól Anton Gindely tanította neki a cseh történelmet, a cseh nyelvre pedig Hermenegild Jireček oktatta, földrajztanára Dionysius Grün volt. E tanárainak hatására nőtt meg Rudolf rokonszenve a szláv népek iránt, akiket a későbbiekben is megvédett a német, illetve magyar nacionalistákkal szemben, tanárai hatásának tudható be a később tanúsított tolerancia a birodalom nemzetiségei iránt. Hatásukra tovább formálódott benne az ideális uralkodó képe, aki birodalmában olyan központi vezetést alakít ki, amely minden népével egyformán bánik, a kisebbségeket megvédi és támogatja a nemzetek feletti megoldásokat, kialakítva a nagyosztrák identitástudatot. A szláv népek iránt Rudolf patriotizmussal fordult: „Ausztria jelenlegi nagy feladata,... hogy uralkodjék a délszlávokon, először szellemileg, azután gyakorlatilag, nevelje és ezáltal vezesse őket.” Bosznia és Hercegovina 1878-as okkupációját a kultúra és civilizáció terjesztésében betöltő szerepe miatt támogatta. Ez az Osztrák–Magyar Monarchia egyetlen sikeres hadjárata azzal a következménnyel járt, hogy a birodalom szláv lakosságának száma hirtelen jelentősen megnőtt. Ez arra sarkallta Rudolfot, hogy a népesség nagyobb hányadát kitevő szlávok ügyét felkarolja. Tette ezt egyrészt azért, mert felismerte, hogy az új területek csak a szlávság jóindulatának elnyerésével tarthatóak meg, másrészt pedig társadalmi, kulturális és gazdasági szempontból, mert véleménye szerint a szláv népek lemaradottabbak voltak, ezért nekik volt szükség a támogatásra.

### Utazások

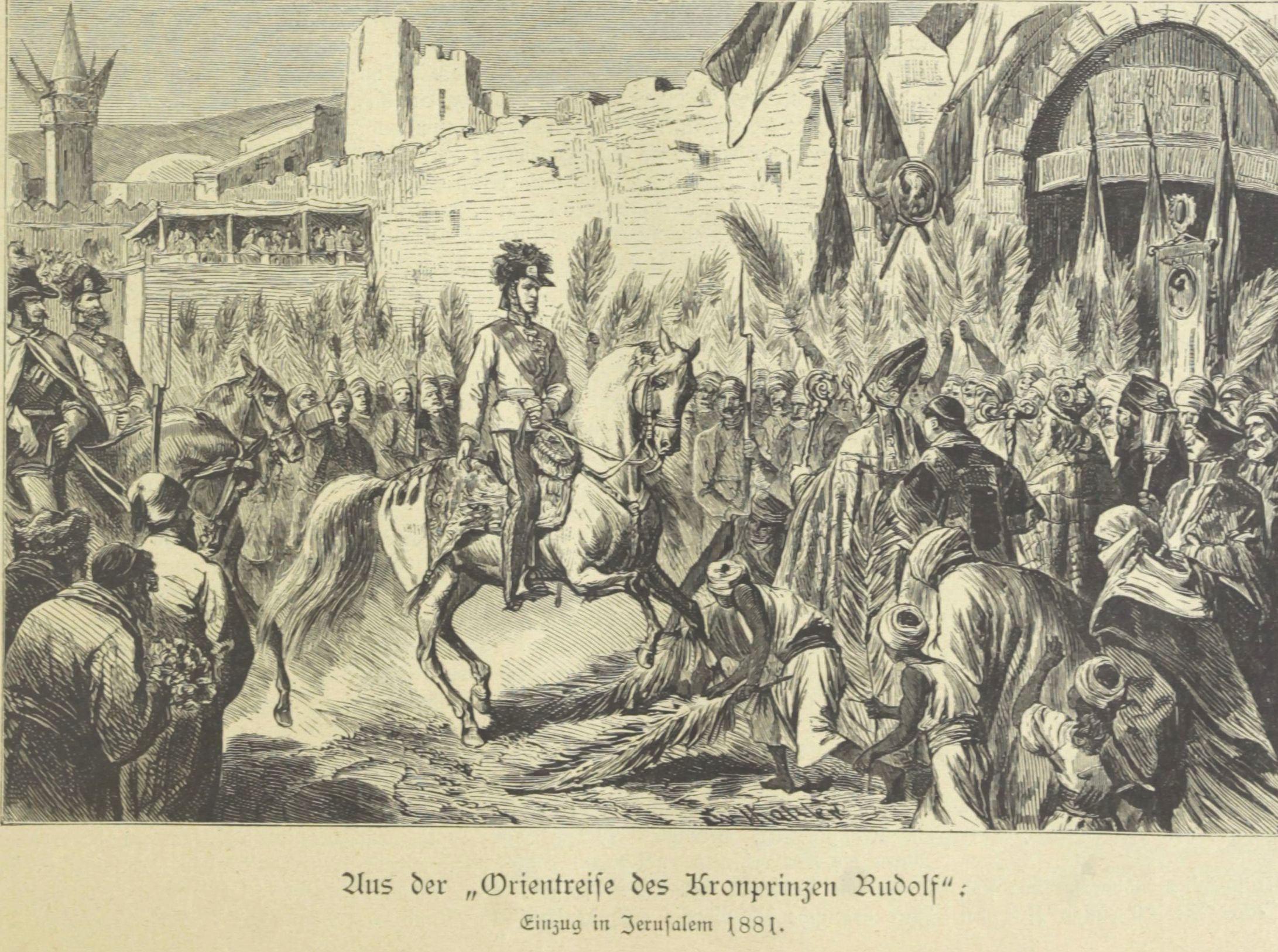
Rudolf és kísérete Jeruzsálem kapujában fogadja a katolikus papság hódolatát

Tanulmányait 1877. július 24-én fejezte be, jutalmul megkapta a Szent István rend nagykeresztjét. Latour helyét, kinek távozása megviselte Rudolfot, ekkor Charles (Charly) Bombelles gróf vette át. A liberális „fertőtől” való félelmében Ferenc József nem engedélyezte, hogy fia egyetemi tanulmányokat folytasson, így Rudolf főként barátaitól, autodidakta módon szerezte ismereteit és tudományos műveltségét. Ambivalens érzésekkel fogadta a Bécsi Egyetem díszdoktori címadományát is, hiszen tisztában volt vele, hogy a nagyközönség előtt ismert tudományos munkássága ezt nem indokolná, ugyanakkor örült is hiszen azon társadalmi osztálytól érkezett a megtiszteltetés, akiket oly nagyra tartott.
Tanulmányainak befejezése után Ferenc József engedélyezett néhány Európában tett látogatást, kísérője Karl Menger volt. Legelőször Albrecht főherceg sziléziai birtokára látogatott. A látogatás után Mengerrel közösen írta meg első újságcikkét, amit a Wiener Zeitung 1877. november 4-i számában közöltek. A cikkben kiemelik a főherceg humánus oldalát, mely legfőképp abban, nyilvánult meg, hogy mintabirtokán olyan üzemeket is fenntartott a főherceg, mely nem volt nyereséges, egyetlen célja fenntartásuknak csupán a munka és megélhetés biztosítása volt. A főherceg lesújtónak ítélte az efféle dicséretet (szocialista sugallata miatt), és közölte Rudolffal, hogy más újság nem közölheti az egyébként név nélküli cikket. Ezután először a svájci óraipar és az ősi Habsburg fészek megtekintése volt a cél, majd innen Angliának vették az irányt. Angliában jelentősen bővítette ismereteit a gazdaságról és a modern politikai rendszer működéséről. Két hónapos angliai tartózkodása alatt, meglátogatta a British Múzeumot, az Edinburgh-i Egyetemet, találkozott a királynővel is, aki rendkívül rokonszenvesnek találta a fiatal Rudolfot. Hazafelé meglátogatta a berlini és a württembergi udvart is.

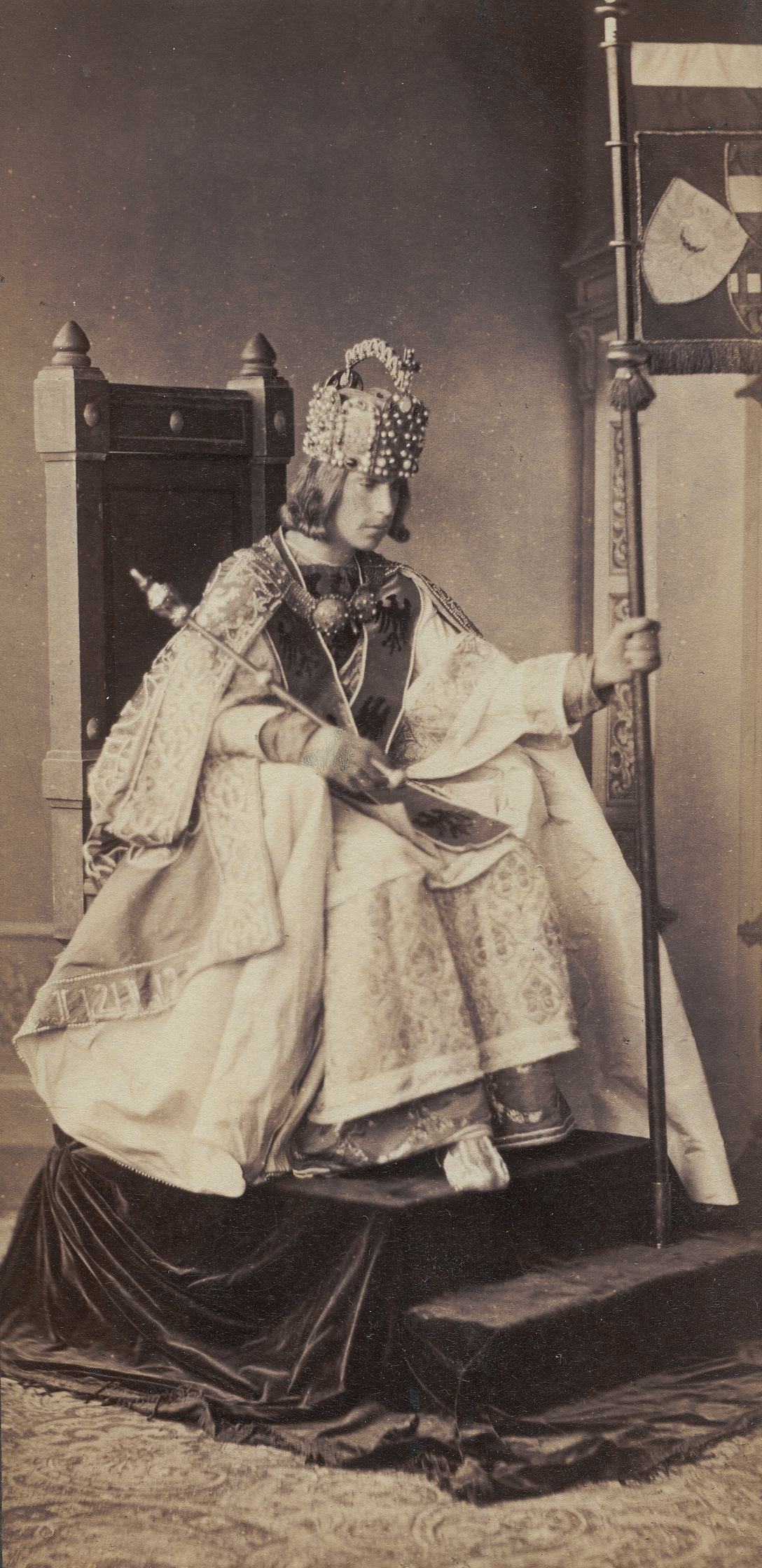
Rudolf 1879 áprilisában, I. Rudolf német király szerepében a szülei házasságának 25. évfordulójára rendezett ünnepi előadás egyik élőképében

1879-1881-ben több utazást tett például Spanyolországban és Egyiptomban és Palesztinában. Egyiptomban Heinrich Brugsch volt a kalauzuk, aki megismertette Rudolffal az egyiptomi történelmet és vallást. Spanyolországban is igyekezett kimenteni magát a legmagasabb körökkel való találkozás terhe alól, és Palesztinában is, ahol ebben egy lázas megbetegedést is „segítette”.

## Magánélete
Szexuális felvilágosításra tizenhárom éves korában került sor. A feladat a természettudományokat oktató tanárára, Josef Kristre hárult, aki Salzburgban, egy haltenyésztéssel foglalkozó telepen magyarázta el Rudolfnak a mesterséges haltenyésztést, majd ebből levezetve a szaporodást és különböző keresztezések kérdéseit, amit „a császári fenség feszült figyelemmel követett.” Krist szerint „a konkrét szemléltetés célravezetőbb, mint a homályos utalgatás, ami félreértésekre is okot adhat.”
Tizenöt éves korából fennmaradt egy jegyzetfüzete, melyben verseket írt és el nem küldött leveleket fogalmazott meg, D. M.-hez és Bernardine-hoz. Szintén rajongásának tárgya lett nagynénje, a fiatal Mária Terézia portugál infánsnő is, Károly Lajos főherceg harmadik felesége.

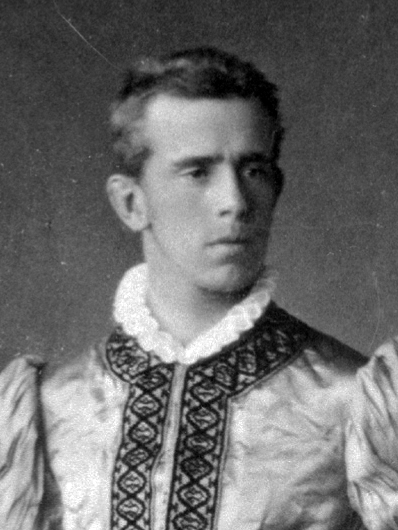
V. Károly-jelmezben

Az új udvarmester, Bombelles hatására életvitele jelentősen megváltozott és jelentősen felerősödött benne az örömök hajszolása iránti igény, Festetics Mária szavaival „…jó, ha élvezi az ártatlan és normális társalgást, mert egyébként annyi kalandja van, hogy az embert elfogja a nyugtalanság.” Maga a felesége, Stefánia is úgy nyilatkozott róla, hogy túl sok tapasztalatot szerzett, a nőket lenézte, és nem tartotta egyenlő lényeknek.

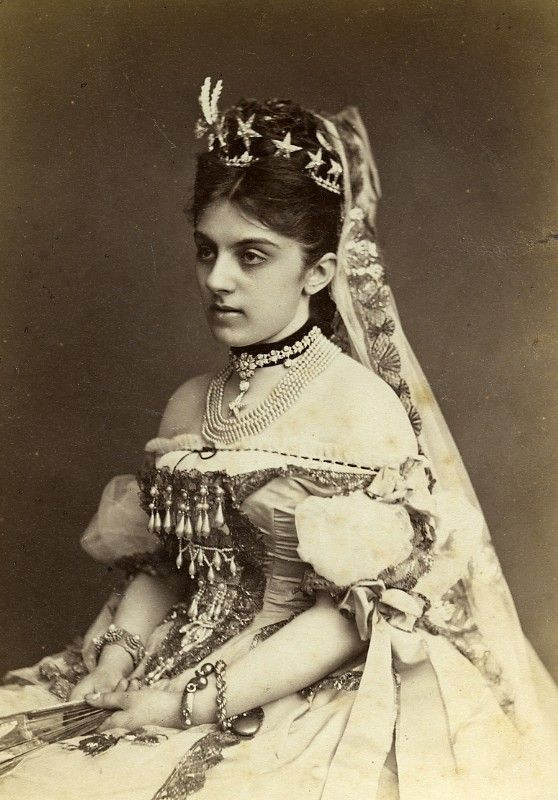
Helene Vetsera báróné, Mary Vetsera édesanyja

Valószínűleg első szeretője a Burgtheater egy nála jó 10 évvel idősebb színésznője, Johanna Buska volt. A nő később, 1880-ban ment feleségül a hetvenéves Török Miklóshoz és a rákövetkező évben fia született, Alexander, akit a bécsi pletyka Rudolf gyermekének tartott. Szeretői sorát bővítette maga Helene Vetsera báróné, Mary Vetsera édesanyja is. Ezek után számos kalandba bonyolódott. Egy olyan esetet is feljegyeztek, mely szerint egy alkalommal a prágai szegény negyedben kószálva találkozott egy zsidó lánnyal, de a szülők attól félve, hogy lányukat a főherceg elcsábítja, vidékre küldték és egy fűszerkereskedőhöz adták feleségül. A lány nem sokkal később megbetegedett és meghalt. Rudolf reakciójáról az orvos, Moritz Benedikt leányának elmeséléséből tudjuk, mely szerint a trónörököst megviselte az eset, még a lány sírját is többször felkereste az éj leple alatt. A történet hitelességét lehetetlen bizonyítani, de rávilágít Rudolf érzékeny személyiségére, illetve arra, hogy II. Józsefet utánozva ő is szívesen kereste fel népét álruhában. Egy ilyen útjára Stefánia is elkísérte, de nem tudott osztozni férje rajongásában a köznép felé.

### Házassága[41]
A számításban jöhető feleségjelöltek közül József főherceg leányával kötendő házasság tervét Albert főherceg vetette el, arra hivatkozva, hogy a lány anyja családjának (Szász–Coburg–Koháry) genealógiája hiányos, illetve az apának túl szoros a kapcsolata a mágnásokkal. A német trónörökösné egyik leányával kötendő házasságot a felekezeti különbségek hiúsították meg. Szóba jöttek még a spanyol, portugál és szász királyi udvarok leányai is. 1880 márciusában Rudolf Brüsszelbe utazott és megkérte II. Lipót belga király leányának, Stefániának kezét. Olyan pletyka is szárnyra kapott, hogy Rudolf még ez idő alatt sem fogta vissza kicsapongó életmódját, és Brüsszelbe is magával vitte akkori szeretőjét, a badeni színház fiatal zsidó színésznőjét, erről későbbi anyósa, Mária Henrietta királyné is értesült, az eljegyzést mégsem bontották fel.
Rudolf 1881. május 10-én Bécsben, az Ágoston-rendiek templomában vette feleségül az akkor 17 éves lányt. Az esketést a prágai érsek, Rudolf ellenlábasa végezte 24 püspök és érsek segédletével. A trónörökös esküvőjén megjelent magas rangú vendégek között volt Eduárd walesi herceg, brit trónörökös (később VII. Eduárd király), és unokaöccse, Hohenzollern Vilmos német trónörökös herceg (később II. Vilmos császár). A fiatal pár egy ideig Prágában élt. Kettejük temperamentuma teljesen eltérő volt. Rudolf kiemelkedően intelligens, liberális szabadgondolkodó, mindenfajta konvenciótól mentes, impulzív és túlérzékeny lélek volt, Stefánia komoly, formákhoz mereven ragaszkodó, kevésbé intelligens, színtelenebb személyiség volt. Rudolf anyja, Erzsébet császárné emiatt sohasem kedvelte Stefániát, lenézően kezelte, háta mögött sértő kifejezésekkel illette (például „Trampeltier”, ami „tevét” és „tramplit” is jelent).
A házasság első évei még boldogan teltek, számos barátjának írt levélben dicsérte új feleségét és szerelméről áradozott. 1883-ban leányuk született, Erzsébet Mária főhercegnő, akit még az osztrák családtagok is magyar becenevén, „Erzsi”-nek hívtak. Ezen időszak mindkettejük visszaemlékezése szerint boldog és kiegyensúlyozott volt. Mária Valéria naplófeljegyzése szerint Rudolf a kor szokásával szemben nem tágított vajúdó felesége mellől, mellette aludt a földön és mikor a várva várt fiú helyett leány született, a csalódottságában síró feleségét így nyugtatta: „Nem baj hiszen sokkal aranyosabb egy kislány”.

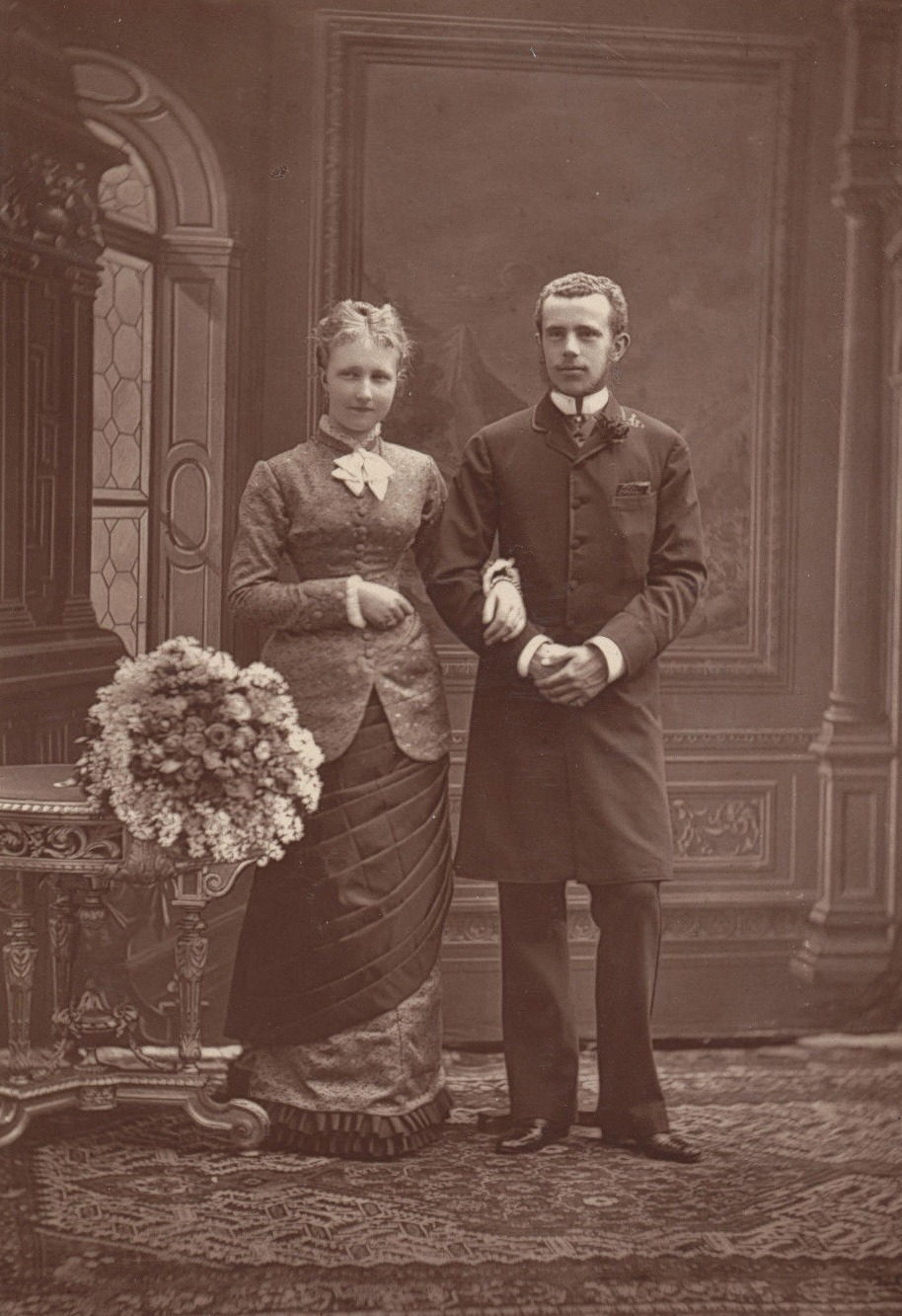
Eljegyzési kép
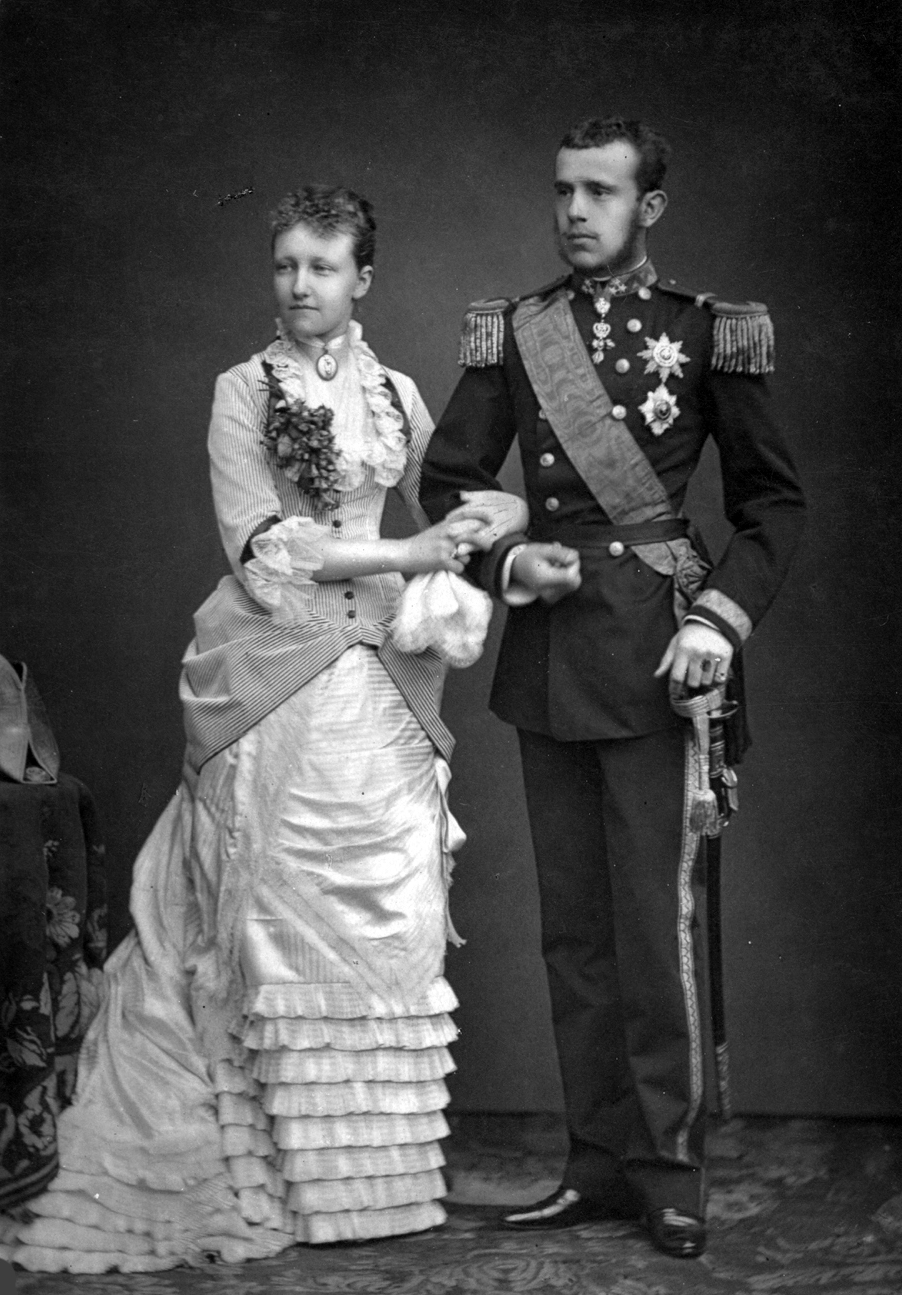
Esküvői fénykép, Rudolf belga egyenruhában
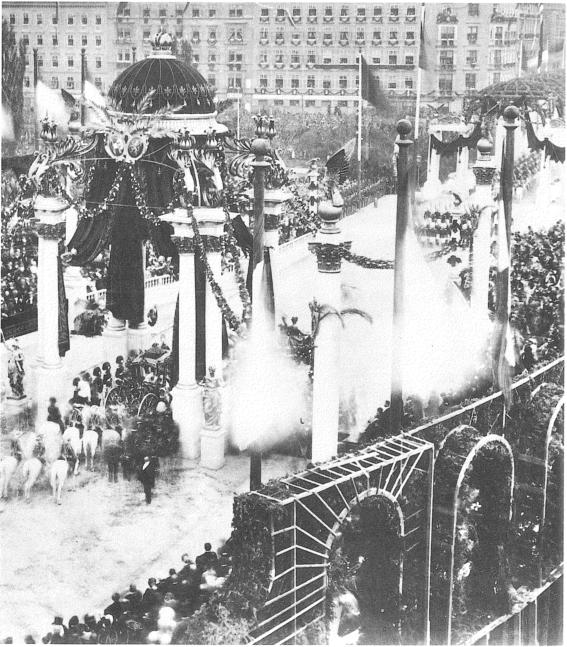
Rudolf és Stefánia esküvői menete
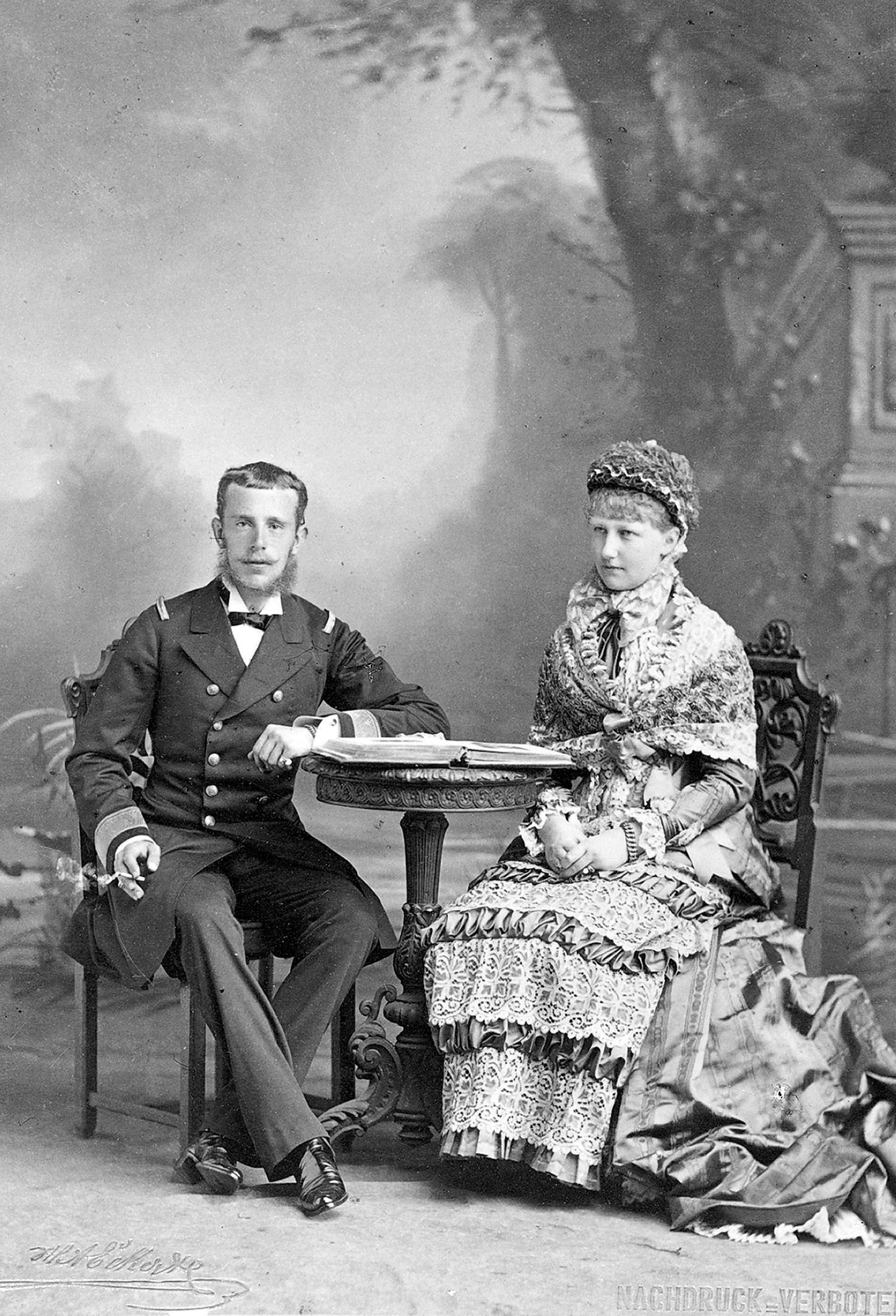
Az ifjú pár, Rudolf az osztrák-magyar Császári és Királyi Haditengerészet (k. u. k. Kriegsmarine) egyenruhájában
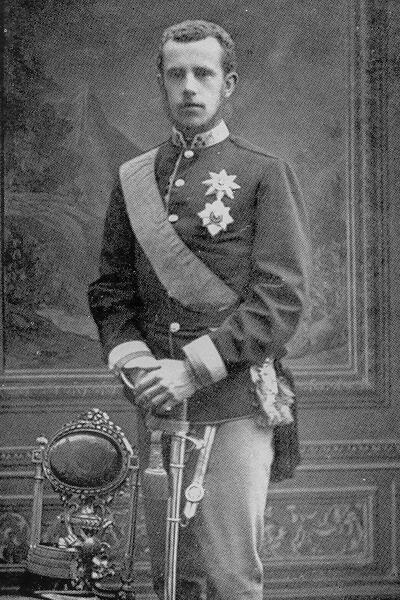
Rudolf az osztrák-magyar Császári és Királyi Hadsereg gyalogsági tábornokaként (k.k. General der Infanterie)

Gyorsan kiderült azonban, hogy a házasság nem kötötte le a csapongó szellemű Rudolfot, és nem is terelte el figyelmét azokról a problémákról, amelyek trónörökösi mellőzöttségéből, a kormány és az udvar bizalmatlanságából fakadtak.
1886 elején Rudolf megbetegedett. A hivatalos orvosi vélemény reumát és hashártyagyulladást állapított meg. Gyógykezelés céljából Lokrum szigeti kastélyába utazott, ahol feleségének is továbbadta a kórt. Rudolf betegsége azonban feltehetően gonorrhoea volt, ami Stefániánál meddőséget okozott, így a várva várt fiúgyermekének születése elmaradt.
A házasfelek elhidegültek egymástól, érzelmi kapcsolatuk megszűnt. Gondolkodásmódjuk közti különbség is hamar nyilvánvalóvá vált. Stefánia bírálta Rudolf arisztokratákkal szembeni viselkedését, nem helyeselte a polgári származású emberekhez kötődő szoros barátságát sem. Ugyanakkor rajongott a reprezentációért, melyet Rudolf szívből gyűlölt. Stefánia nővére ennél intimebb részletekről is megemlékezett; Rudolf rászokott az alkoholra és tettlegességre is sor került. A két házasfél kölcsönösen sértegette a másikat; Rudolf 1888-ban szemgyulladást kapott, ezért Stefániával íratott levelet, melyben elnézést kér, hogy nem maga ír, hanem csak egy közömbös személy, akinek egészsége kevésbé fontos.
Rudolf nőügyei megszaporodtak, különféle prostituáltakkal (többek között Mizzi Kasparral, aki élete utolsó két évében volt a főherceg nagy szerelme) is rendszeres kapcsolatai voltak. Szeretőit elhalmozta pénzzel, de mivel saját éves apanázsa csak évi 45 000 forint volt, gyakran Hirsch báró segítette ki Rudolfot. Stefánia is házasságán kívül kereste boldogságát, a lengyel Arthur Potocki gróf oldalán. Felmerült a válás gondolata is, ezt megerősítette Lujza hercegnő, Stefánia nővére és Rudolf Khevenhüller, Rudolf barátja is, bár a hivatalos fórumokon következetesen tagadták, hogy Rudolf a pápához fordult volna. Rudolftól nem volt idegen a válás gondolata, már 1875-1876-ban mikor jogtanára Adolf Exner volt, írt egy dolgozatot Feladatok a jogtudományok köréből címmel, melyben kifejti, hogy a válás intézménye kívánatos lehet abban az esetben, ha az egyik házastárs megveti, gyűlöli és megalázza a másikat.

## Rudolf a „politikus”

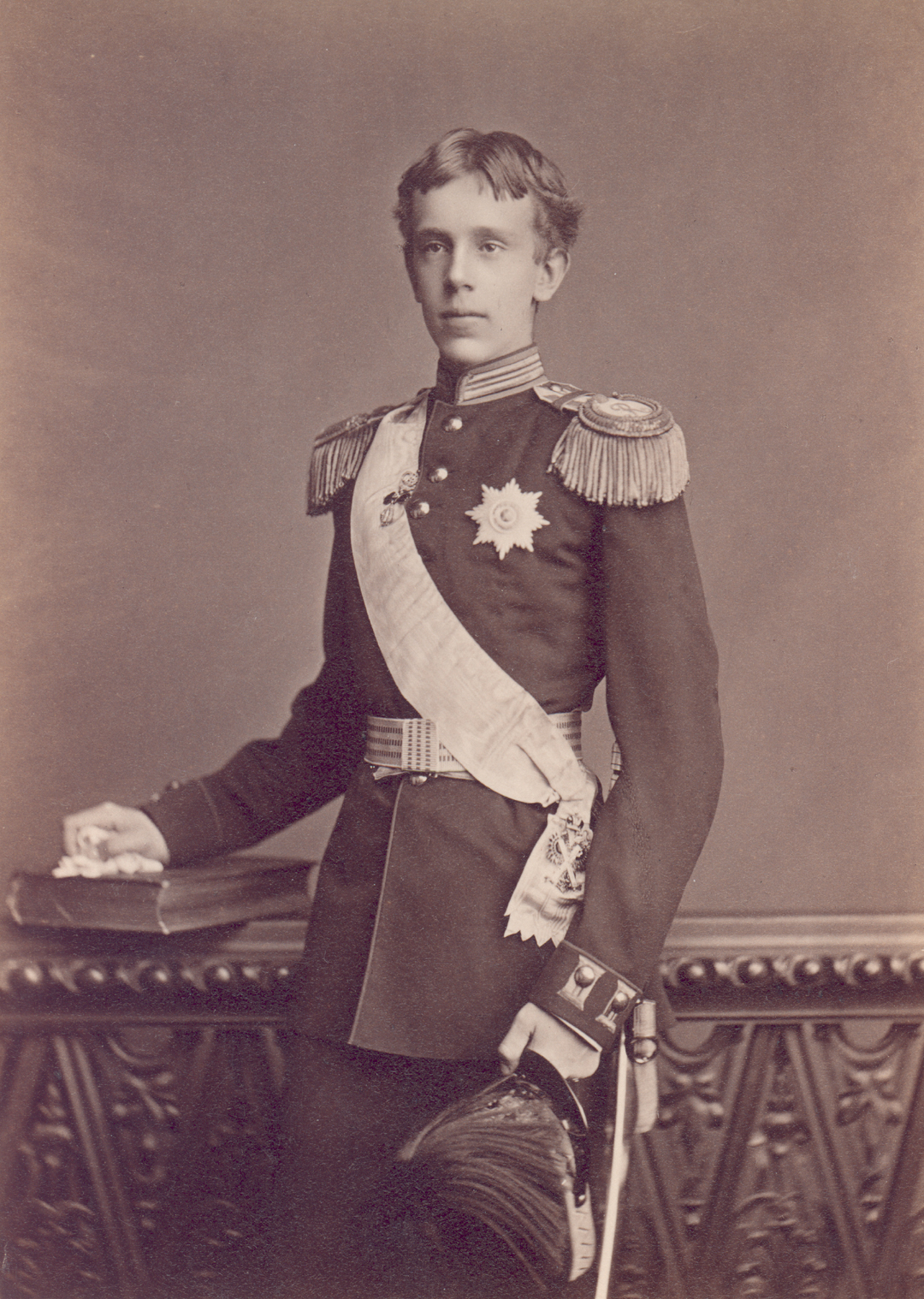
Rudolf a Porosz Királyi Hadsereg (Königlich Preußische Armee) egyenruhájában (1879)

1878-ban foglalta el szállását a Hradzsinban, és kinevezték az ott állomásozó 36. gyalogezred őrnagyának, melynek egy évvel később parancsnoka lett. Ettől kezdve gyorsan emelkedett a ranglétrán, előbb 1880-ban vezérőrnagy, majd 1881-ben a 18. gyalogdandár parancsnoka, 1882-ben altábornagy. 1883-ban a 25. a bécsi gyaloghadosztály parancsnoka (katonai pályája csúcsát az 1888-as gyalogság főfelügyelőjévé való kinevezése jelentette – bár a megtiszteltetés csak névleges volt).
Prágai évei alatt is foglalkoztatta már a politika. Az 1879-ben kormányra került, Eduard Taaffe grófot konzervatív szemléletű, föderatív elveket valló politikája miatt élesen bírálta. Taaffe irányítása alatt úgy vélte elhal a liberalizmus és újra a nacionalizmus és klerikalizmus fog nagyobb szerephez jutni, saját szavaival : "Undorító a hangulat most Közép-Európában, olyan korszakot élünk, melyben a papok és nagyméltóságú hülyék a saját ostobaságuk piszkában henteregnek!" 1881-ben írta meg első politikai tartalmú memorandumát, melynek az A jelenlegi osztrák politikai helyzet. Írói esszé a belpolitikáról címet adta. Írásában kifejti véleményét a Taaffe-féle nemzetiségi békülés politikával kapcsolatban. Véleménye szerint a csehek irányában tanúsított engedmények (nemzeti iskola, főiskola) nemhogy erősítik, inkább gyengítik a birodalmat, sőt a széthullásához vezetnek. Rudolf az Adolf Fischhof által folytatott nemzetiségek feletti politikát tartotta célravezetőnek ahhoz, hogy a birodalom egyben maradjon. A cseh és német kapcsolat egyre inkább elmérgesedett. A két oldal között 1881-ben Kuchelbadban (Ma már Prágához tartozó Malá Chuchle) utcai összetűzés alakult ki. Rudolf értesítette apját a kialakult helyzetről. Ezután Ő maga is megpróbált közvetíteni a cseh és német liberálisok között, folytatva Fischhof kisebbségekkel szemben tanúsított békés megegyezés politikáját.
Lányának születése után költözött vissza Bécsbe. E lépését nem katonai, sokkal inkább politikai indokok vezérelték, úgy gondolta itt jobb hozzáférése lesz a politikai információkhoz. Apja nem engedte közel a politikához és ő maga sem folytatott politikai vitákat fiával. Ha Rudolf mégis szóba hozott efféle témákat, apja nem vette komolyan; a német nagykövet szerint ilyenkor a császár hárított („Rudolf megint fecseg”).

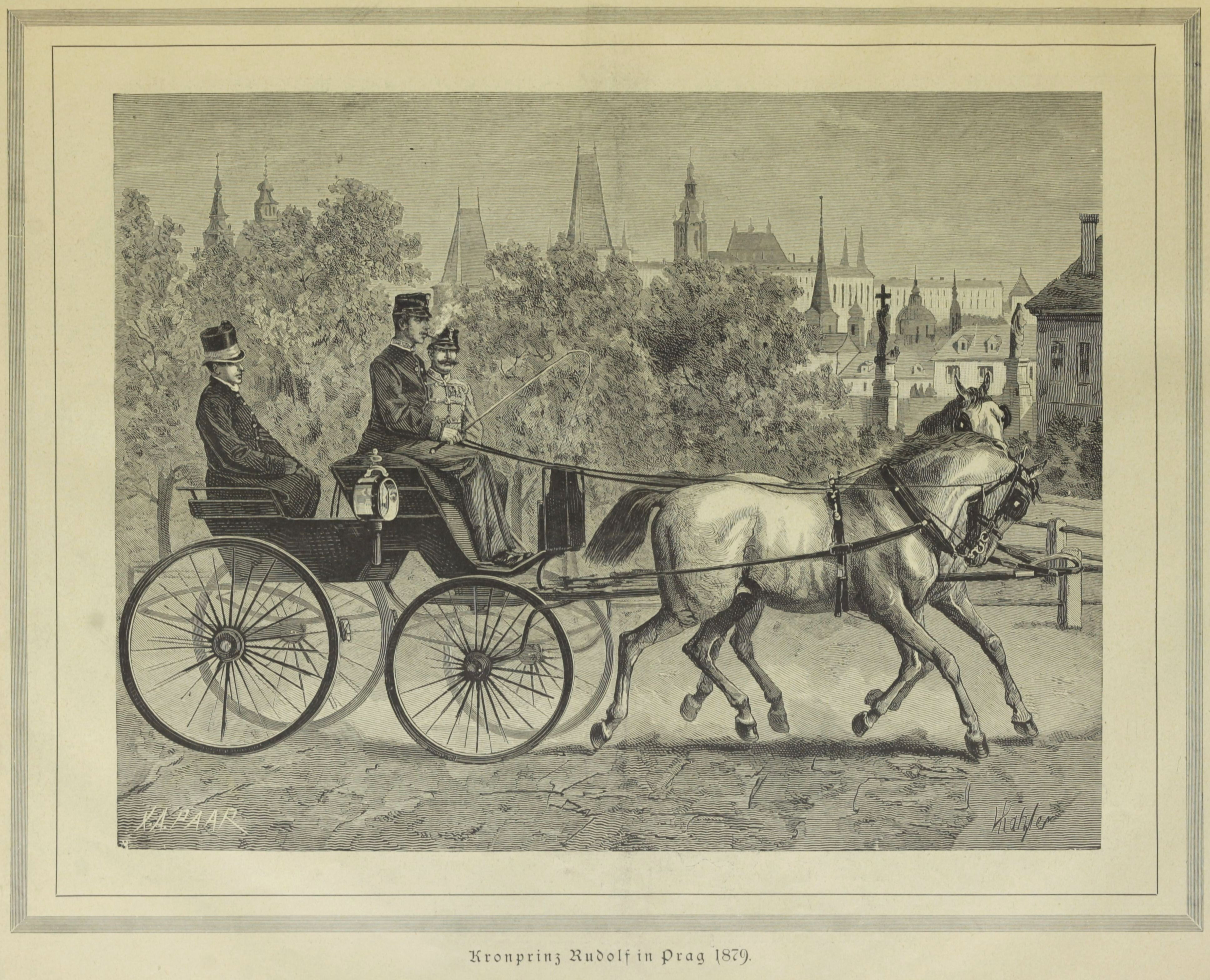
Rudolf Prágában (1879)

Mivel a politikai élettől el volt zárva, ami viszont rendkívüli módon foglalkoztatta, igyekezett olyan személyekkel kapcsolatba kerülni, akik segítenek véleménye nyilvánosságra hozatalában. Ennek köszönhető, hogy Menger közreműködésével 1881-ben megismerkedett Moritz Szepsszel, Bécs egyik nagy példányszámú napilapjának, a baloldali, szabadelvű, antiklerikális, antifeudális és vallási toleranciát hirdető Neues Wiener Tagblattnak főszerkesztőjével. Az újságon keresztül megkapta, amit annyira vágyott, értesüléseket szerzett a birodalom és Európa ügyeiről, és névtelen cikkeken keresztül fejtheti ki álláspontját. A sajtó adta lehetőséget nagyra értékelte, mert tudta, hogy nagy erőnek számít, hiszen az emberek véleményét ezen a módon keresztül képes lehet befolyásolni. Liberális fogalmazványai bonyodalmakhoz vezettek, mert szembehelyezkedtek a konzervatívok által vezetett politikai irányvonallal. A nyilvánosság előtt a birodalom hivatalos álláspontját képviselte, cikkeiben azonban gyakran élesen bírálta, ezért sokakban az a benyomás alakulhatott ki Rudolfról, hogy állandóan változtatja politikai álláspontját (például az orosz, francia ügyekben).
Az általa írt cikkek jól illeszkedtek a lap stílusába. Valószínű, hogy a biztosan azonosított cikkeinél több is megjelent, ám mivel Szeps és az ő stílusa nagyban hasonlított nem dönthető el határozottan, melyiket ki írta. A beazonosítást nehezíti, hogy a Rudolf által küldött kéziratokat Szeps lemásolta (hogy a kézírást nehogy valaki felismerje), majd az eredetit visszaküldte írójának. Levelezésében fennmaradt egy-két téma, ami később megjelent a lap hasábjain is. Rudolfot számos téma foglalkoztatta. Egyik cikkében a Coudenhove herceg ottensheimi birtokán elkövetett kettős öngyilkosságról számol be, ahol két lány azért lett öngyilkos, mert egyik gyermekéről nem volt hajlandó gondoskodni a Coudenhove családból származó apa. Az esetről a gróf egy mentegetőző nyilatkozatot küldött szét a nemességnek, Rudolf megszerezte és továbbította a lapnak. Más alkalommal a nemesek zsidókkal szembeni erőszakos fellépéséről (ablakok betöréséről volt szó) számolt be.

### A monarchia belpolitikája

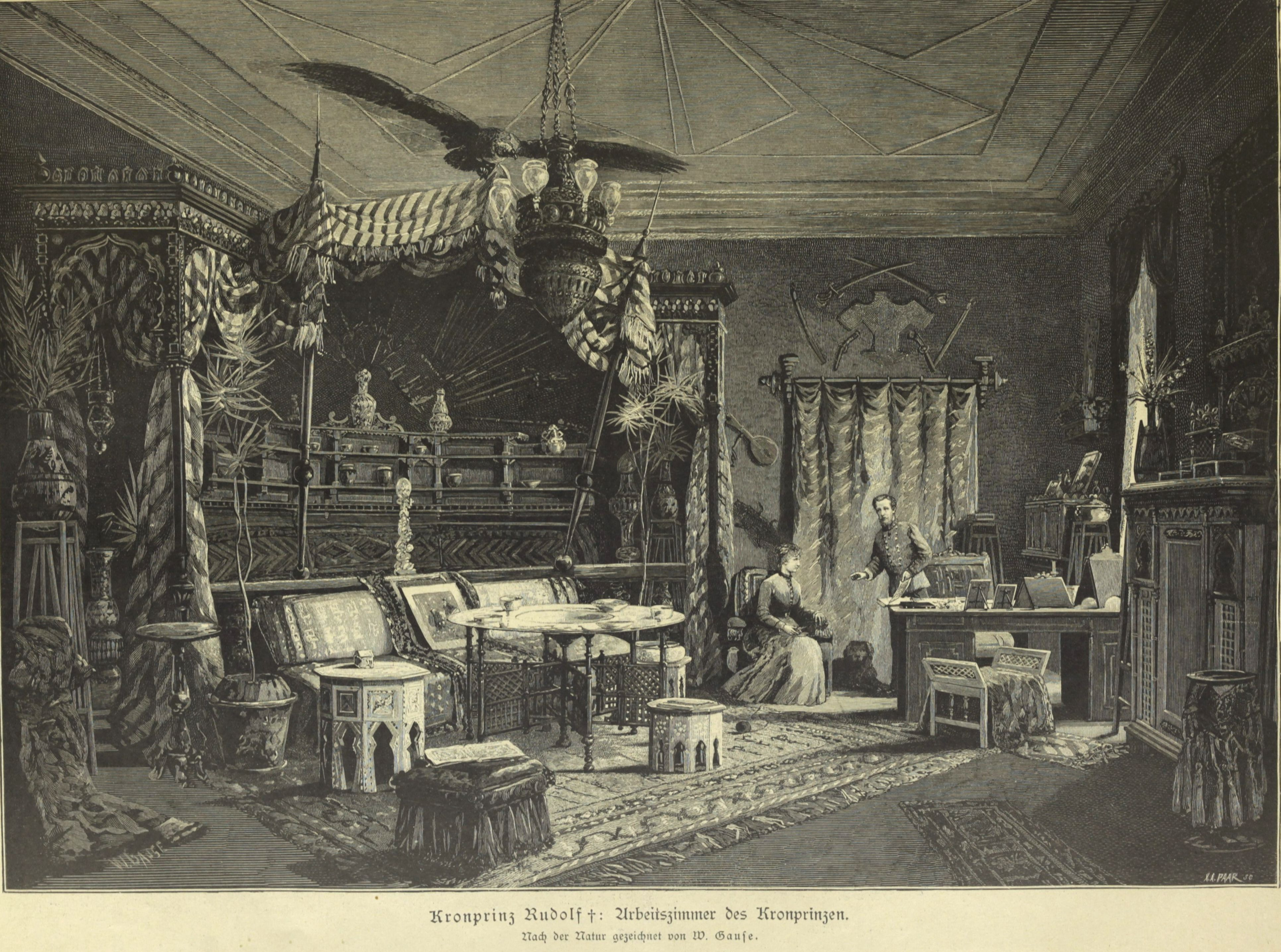
Rudolf dolgozószobája, a Török szoba, egykor...

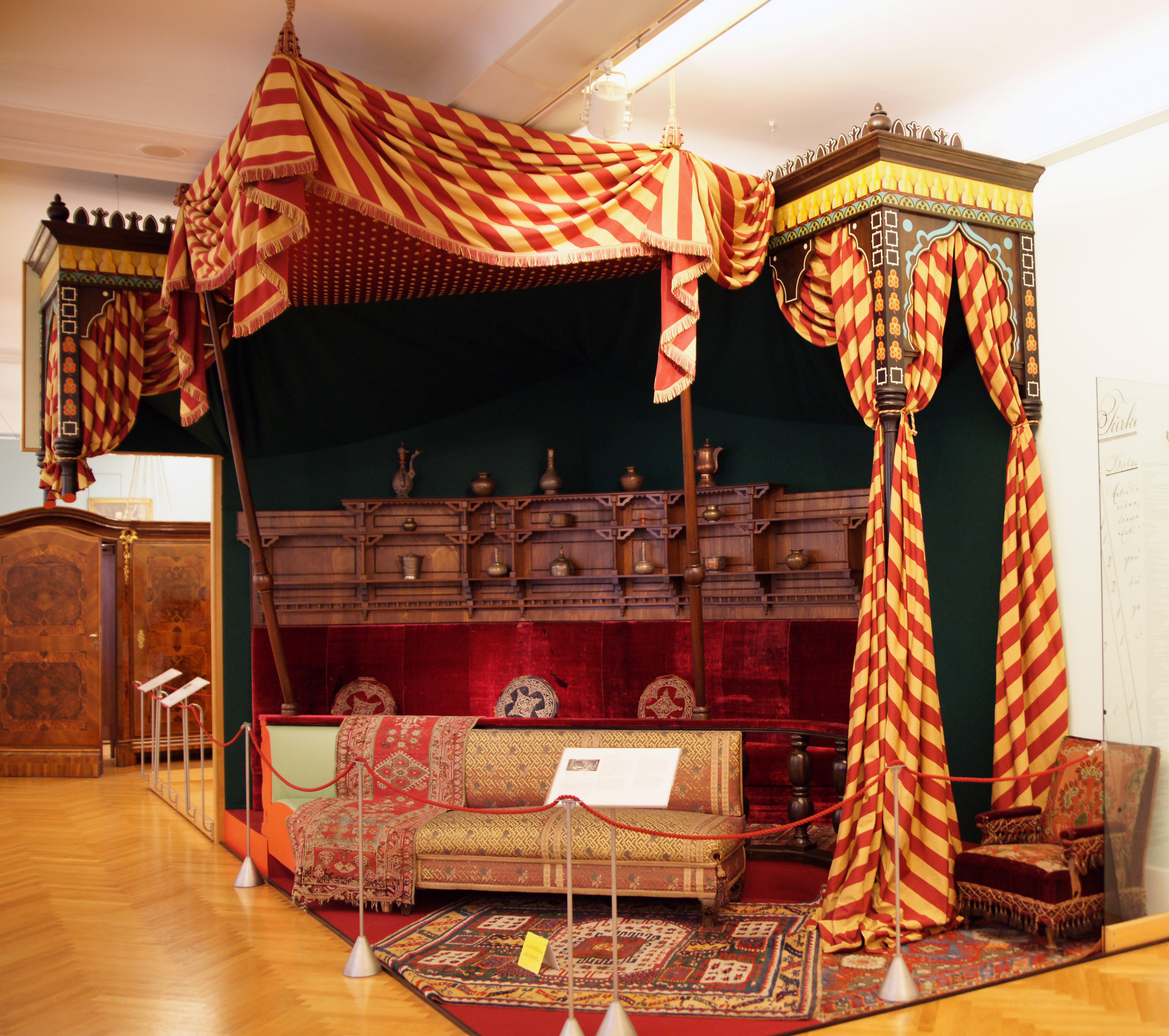
...és egy mai rekonstrukció

Írásaiban nem kímélte Albert nagybátyját sem, tekintve, hogy a főherceg az abszolutizmus, a birodalmi központosítás (centralizmus) és a konzervativizmus feltétlen híve volt. Ellentétüket csak fokozta az, hogy Albert a császár bizalmasa volt és adott a szavára, Rudolf viszont semmilyen befolyással nem rendelkezett az apjánál. Miután Rudolf és Szeps barátsága kitudódott, Albert felemelte hangját Szeps ellen. Rudolf válasza nem váratott sokáig magára. Mivel a császári család tagjait nem lehetett bírálni, olyan cikket írt, amivel a cenzúra nem tudott mit kezdeni; a gúny eszközéhez nyúlt. A köztudottan konzervatív Albertet liberális gondolkodását dicsérte és a főherceg olaszokkal fenntartott szívélyes viszonyáról beszélt, holott a főherceg valójában megvetette az olaszokat.
Később a balkáni ortodoxok katolikus hitre térítése ellen emelt szót, melyet Albert is pártfogolt. Felismerte, hogy ezzel elvesztheti az újonnan a birodalomhoz került népek bizalmát és könnyen felkeltheti azok érdeklődését Oroszország felé. 1883 április 13-án elfogadták új iskola törvényt, mely az addigi liberális szabályozást váltotta fel. Az új törvényben klerikális és antiszemita szempontok is érvényesültek. Az új törvény értelmében tanítónak csak olyan felekezetű embert nevezhettek ki, aki a tanulók többségének vallásához tartozott. A törvény alól két kivétel volt; az egyik Galícia (zsidó többséggel), a másik Dalmácia (ortodox többséggel). Rudolf megdöbbenéssel fogadta a hírt, melyben a haladó, modern eszmék és intézmények bukását látta. Megaláztatásnak és visszalépésnek tartotta, elsőnek a hanyatlás útján. Rudolf nacionalizmus ellenessége egyre nagyobb körben vált nyilvánvalóvá. A nacionalista és antiszemita pártiak folyamatosan támadták Szepset és lapját, de volt, aki tovább is ment. Georg von Schönerer egyértelmű utalásokat tett Rudolfra, aki mint a legmagasabb körökből való támogatja Szepset és körét.
Albert főherceggel nem csak politikai, de katonai kérdésekben is megütköztek. 1883-ban jelent meg János Szalvátor Fegyelmezés és nevelés címmel (Drill oder Erziehung) egy írása, melyben bírálta a hadseregben fenntartott szigorú fegyelmet és feltétlen engedelmesség rendszerét és kívánatosabbnak tartotta a nevelés előtérbe helyezését. Erre született meg Albert főherceg válasza, mely lesújtó volt, újságírói irkafirkának és népszerűség hajhászásának vélte a felvetést. Rudolf névtelen cikkét nem sokkal később a hadsereg lapja közölte, melyben méltatta János Szalvátor haladó szellemét, ugyanakkor pont ezen erények miatt gúnyosan írt Albertről, persze nevek nélkül. Az ügy lényegét illetően a középutat próbálta közelíteni a két szélső álláspont között, ezzel azonban János Szalvátor tetszését sem nyerte el, aki mint mondta nincs szükség közvetítőkre.
Nyílt támadást intézett Friedrich zu Schwarzenberg prágai érsek ellen is, aki többször megintette Rudolfot, mert elhanyagolja egyházi kötelezettségeit. Aranymiséje alkalmából olyan cikket írt, melyet a főszerkesztő, Szeps kénytelen volt finomítani, hogy a lapot el ne kobozzák (Többek között azt emelte ki, hogy nincs mit ünnepelni egy olyan papon, aki elsősorban arisztokrata, és sem a haladást nem segíti, sem a kultúrát). A haladás és fejlődés jegyében a spiritiszta csalók ellen is jelentetett meg név nélküli cikkeket. Ugyanebben a témában 1882-ben Bécsben is kiadatott egy 39 oldalas írást, Néhány szó a spiritizmusról (Einige Worte über den Spiritismus") címmel.

### A francia kapcsolat
Nem csak a birodalom belügyei, hanem az 1880-as évek európai ügyei is foglalkoztatták. Szepsen keresztül információkat kapott Franciaországról és megismerkedett Georges Clemenceau-val, akivel később személyesen is találkozott. A franciák ellen háborúra készülő Németországról csípős hangvételű szóló írást küldött Szepsnek, amely némi finomítás után jelent meg a Két vihar címmel. A franciákhoz való közeledés őszinte próbálkozás volt új szövetségesek megnyerése érdekében, hogy Ausztria ne csak a német szövetség sikerétől függjön. Rudolf ugyanis aggodalommal figyelte Németország és Ausztria közeledését, s bár hivatalos megnyilatkozásaiban a kettős szövetség (melynek része volt Ausztria semlegességére vonatkozó kötelezettségvállalás is egy német–francia háború esetére) lelkes hívének mutatkozott, magánemberként – cikkeiben is – aggódott amiatt, hogy Bismarck szemet vet Ausztria német tartományaira. Clemenceau-val folytatott megbeszélése során is szóba került az esetleges háború: Clemenceau felajánlott katonai támogatását arra az esetre, ha a németek osztrák területeket akarnának elfoglalni, mivel „Ausztria szabadsága – Bismarckot ellensúlyozandó – Franciaország számára abszolút vitális szükséglet”.

### Németország

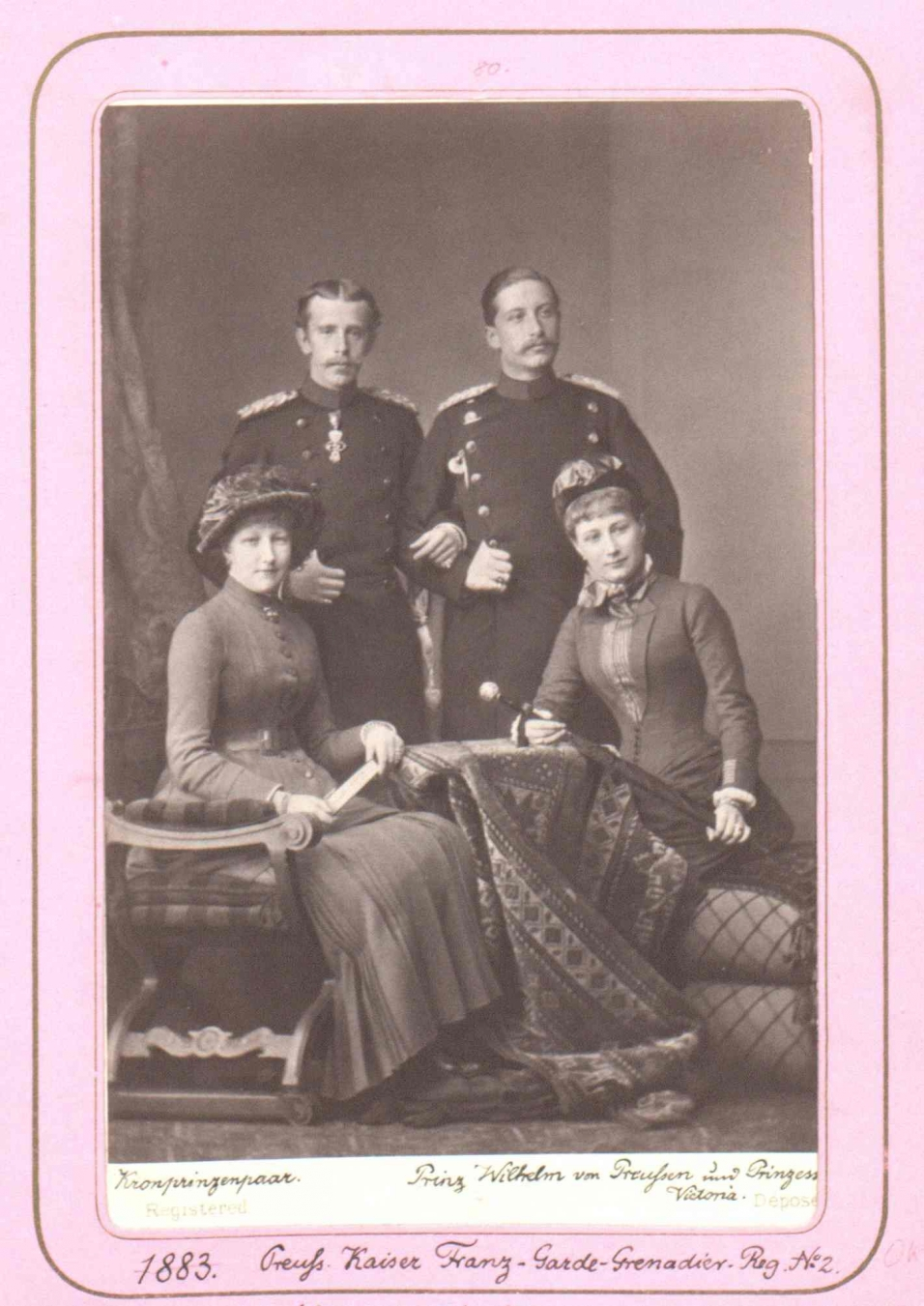
Rudolf és II. Vilmos német egyenruhában, feleségeik társaságában. A kép a nyilvánosságnak készült, valójában messze nem volt ilyen egyetértés, barátság a két férfi között

Bár Rudolf erős bizalmatlanságot táplált Bismarck irányában, apja akaratának engedve személyesen több alkalommal is megbeszélést folytatott a kancellárral. A beszélgetések fő tárgya a két ország közötti szövetség tovább erősítése volt, bár Bismarck is elismeri, hogy nézeteik sok kérdésben élésen különböztek. 1887-es látogatása során előkerült az [[Orosz Birodalom|Oroszországgal vívandó háború kérdése is és Rudolf igyekezett biztosítékot venni a német támogatás felől. Bismarck ehelyett nyugalomra intette és felhívta a figyelmét az osztrák hadsereg megerősítésének szükségességére és az oroszokkal fennálló béke megtartására.
Viktória trónörökösnével folytatott beszélgetés során is szóba hozta a háború kérdését, Anglia Földközi-tengeren nyújtott támogatása kapcsán (ekkoriban lépett be az Osztrák–Magyar Monarchia a földközi-tengeri egyezménybe, ami Nagy-Britannia részvétele miatt különösen tetszett Rudolfnak). A támogatással a török–orosz összefogás meggátolását remélte volna, és a közös angol–német–francia–osztrák fellépéstől várta Oroszország sakkban tartását. Viktória továbbította Rudolf Anglia iránt tanúsított baráti szándékát anyja felé.
Korántsem volt ilyen felhőtlen Rudolf viszonya Vilmossal, mely jellembeli és politikai különbözőségükre vezethető vissza. Rudolf, aki nem egyszer finanszírozta Vilmos kicsapongásait, legalább egy alkalommal egy bécsi kerítőnő, Johanna Wolf segítségét is igénybe vette, hogy politikai információkat szerezzen Vilmostól. Egy esetben egy levél is tanúskodik erről, melyből kiderül, hogy Vilmos nem tartja sokra a Monarchiát, melynek területeit hamarosan be akarja kebelezni, és függő államként magához csatolni.
I. Vilmos 1888-ban bekövetkezett halálára meglehetősen ironikus hangvételű nekrológot írt, mely csak Szeps finomításai után jelenhetett meg. Ebben túlhangsúlyozta Vilmos császár abba vetett hitét, hogy hatalma Istentől ered, és minden sikere Istentől származott, ugyanakkor kritizálta Vilmos poroszos jellemét és azt is, hogy nem tudott azonosulni a nagynémet gondolattal.
A németek hozzáállása a trónörököshöz 1886-tól kezdett el romlani, ekkor bízták meg Szőgyény-Marich Lászlót, hogy továbbítson politikai információkat Rudolfnak, aki ezt saját forrásaitól származó értesülésekkel viszonozott. Bismarck Szőgyényn keresztül értesült Rudolf és Clemenceau kapcsolatáról, és nyilvánvalóvá vált újságírókkal folytatott együttműködése is. Rudolf nem sejtette, hogy közeli bizalmasa szivárogtatja az információkat.
Bismarckot nem zavarta Rudolf liberális gondolkodása, azt korából adódónak tekintette, ezért nem tartotta aggályosnak. A trónörökös Franciaország iránti rokonszenve már annál inkább aggasztotta. Mikor diplomatái azt bizonygatták, hogy Rudolfnak nincs ráhatása az osztrák császár döntéseire, Bismarck csak annyit reagált, hogy ettől nem is tart, viszont Rudolf lesz a következő császár.

### A Balkán és az oroszok
Határozott elképzelésekkel rendelkezett a Balkánon folyó eseményekkel kapcsolatban is. Információit többek között Milán, szerb királytól és Sándor bolgár fejedelemtől szerezte, akik személyes barátai is voltak. Nem egyszer került elő levelezésében az Oroszországgal való fegyveres harc témája. Általánosságban is tartott az oroszok balkáni fellépésétől és rossz szemmel figyelte a monarchia oroszbarát politikáját.
Az osztrák császári és az orosz cári család két találkozón bizonyította egymás iránti jóindulatát, a Skierniewicében lefolyt találkozóról Rudolf olyan felháborodott hangú cikket küldött Szepsnek, hogy az nem merte lehozni az újságban. Helytelenítette Kálnoky balkáni politikáját, mely elbagatellizálta az orosz befolyás jelentőségét; Andrássy által képviselt irányvonalat tartotta helyesnek, egy 1885-ben Szepsnek írt levélben arról szól, hogy jobbnak látná, ha a külügyi tárca Andrássy irányítása alatt állna.
Folyamatosan igyekezett felhívni a figyelmet (többek között Kálnokyét is) Oroszország növekvő balkáni befolyására, és arra, hogy az oroszok pénzt és fegyvert küldenek és lázítják a bolgárokat és montenegróiakat. 1885-ben valóra váltak Rudolf aggályai; kitört a szerb-bolgár háború, amelyben az osztrákok a szerbeket támogatták. Ezzel kapcsolatban még Bismarckot is arról értesítették, hogy az osztrák fellépést nagyrészt Rudolf befolyásának köszönhető. A katonai akciók után Rudolf egyenesen Kálnokyt igyekezett meggyőzni arról, hogy a balkáni államok jóindulatának megnyerése a Monarchia számára elengedhetetlen. Álláspontja szerint, ha a Monarchia sikeres tudna lenni abban, hogy az elnyomott balkáni államok védelmezőjeként lépjen fel, azzal az is elérhetővé válna, hogy ezeket az államokat szövetségesekként tudhatnák maguk mellett egy Oroszországgal vívandó háború esetén, enélkül viszont sokkal kedvezőtlenebb helyzetbe kerülhetnek. Kálnoky azzal veti el Rudolf aggodalmait, hogy a siker a német szövetségtől függ.
1886 januárjában titkos politikai memorandumot fogalmazott, melyben a balkáni rendezés középpontjába Oroszország Balkántól való elzárást helyezi, egy ütközőállamokból álló zónát kialakításával. Ennek létrehozása során Boszniáról is hajlamos lenne lemondani és azt Szerbiához csatolni, Románia területét Erdély egyes románok lakta részeivel növelni és a többi környező állammal (Bulgária, Albánia) katonai egyezséget kötni. A függő területek kulturális fejlődésére és irányítását szorgalmazza, mely a rend és szabadság biztosításával garantálhatja a Monarchia stabilitását ezeken területeken. Egy új világnyelv kifejlesztését is felvetette, de ha ez mégsem sikerülne, akkor a legalkalmasabbnak a német nyelvet javasolja.

## Rudolf és Magyarország

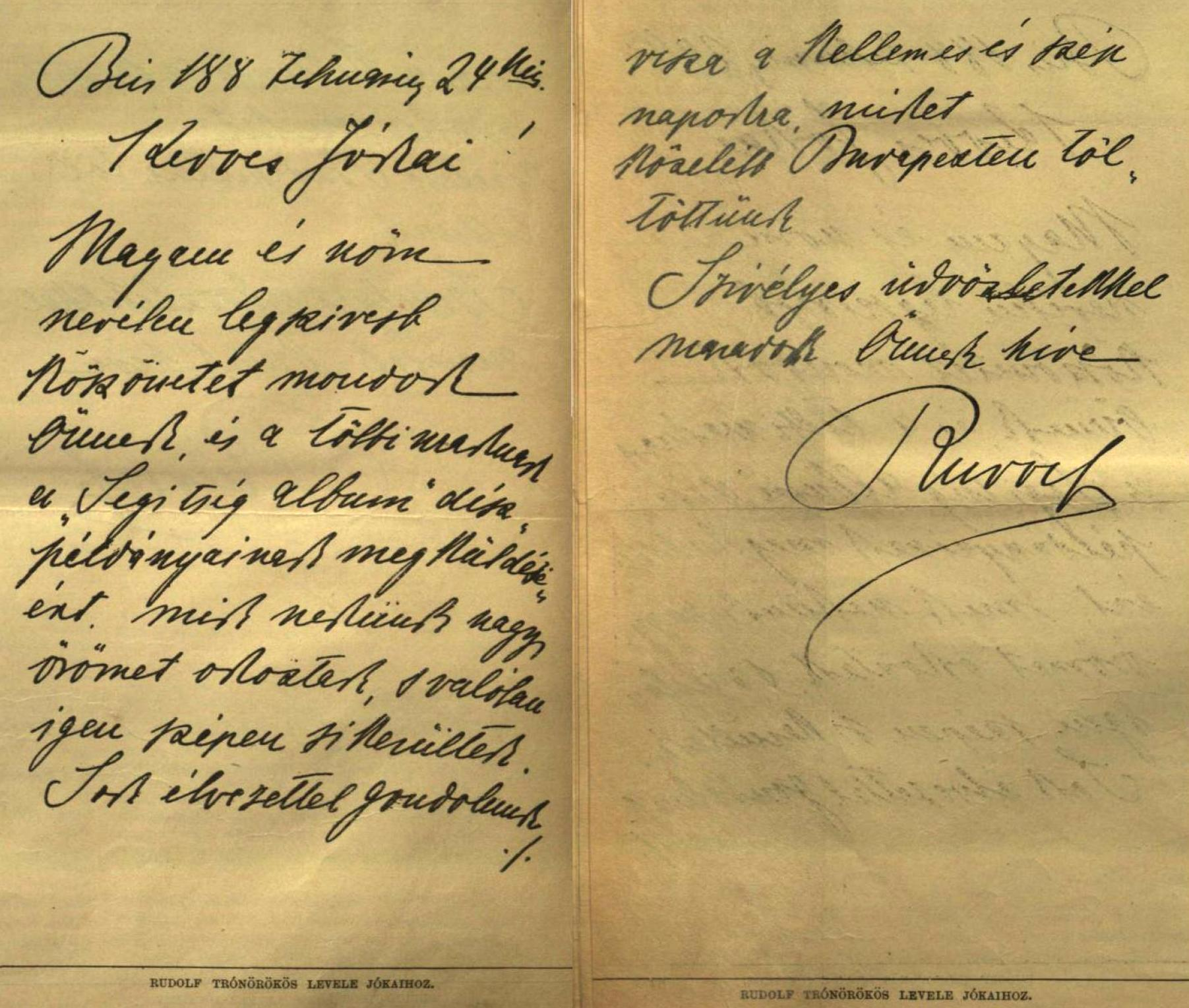
Rudolf levele Jókaihoz, 1888. február 24-én

Rónay Jácint mellett több más magyar is szerepelt nevelői között. Udvartartása megszervezésekor került a kíséretébe Pálffy Andor (1839-1902) huszárszázados, aki kíséretének állandó tagja lett (1865-1877), s az elsők között volt, akitől magyar szót hallott a fiatal fiú. A magyar nyelv oktatását Homoky Imre kezdte meg 1865-ben. 1868-ban Rudolf és a királyi család több tagjának oktatásában szerzett érdemeiért a Vaskorona-rend 3. osztályát és visontai előnévvel nemességet nyert. Homoky utódja Rimely Károly lett, aki 1876-ig oktatta Rudolfot. 1877 elején Barthos János, miniszteri tanácsos vezetésével a magyar közjogra vonatkozó ismeretekre is szert tett.
Miután a Taaffe-kormány egyre inkább megszilárdult, Rudolf egyre nagyobb lelkesedéssel fordult Magyarország felé, ahol hosszú idő óta a szabadelvű párt volt kormányon. Rudolf nem támogatta a magyar nemzeti érdekeket, sőt fel is emelte hangját az erősödő magyar nemzetiségi politika és az antiszemitizmus ellen is. Ezeket a jelenségeket azonban hajlamos volt a megerősödött konzervatív ellenzék és Taaffe hatásának számlájára írni. Ugyanakkor ha a birodalom egységéről volt szó, kiállt a magyarok mellett, hogy a dualista rendszer megmaradjon, hiszen ha engednek a horvát követelésnek bármely más nemzetiség is felléphetne hasonlóakkal. Így például, amikor 1883-ban magyarellenes zavargások törtek ki Horvátországban, a magyar kormány magyar nyelvű címertáblákat helyeztetett el horvátországi pénzügyi épületeken, a magyarok oldalára állt. 1888-as zágrábi látogatása során a várost a Szent Korona gyöngyszemének nevezte, mely elválaszthatatlanul összekapcsolódik az országgal.

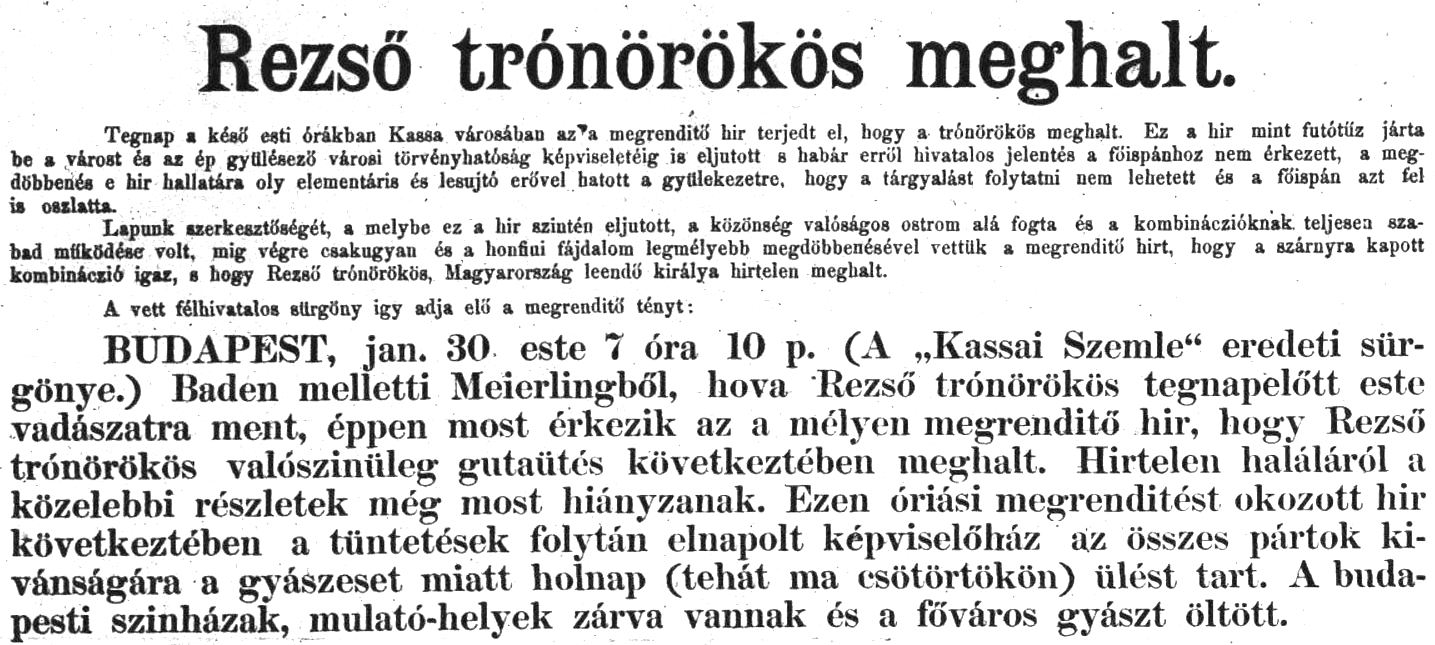
Rezső királyfi halálhíre

A dualista berendezkedést elismerte, de még Andrássyval szemben is hangsúlyozta, hogy ez még nem az ideális és végleges forma. Úgy érvelt, hogy ha nincs az uralkodóház, a hadsereg és a Monarchia szétesése a szomszédok számára nem jelentett volna annyi veszélyt, nem lett volna képes fennmaradni. Egész életében úgy vélte Nagy-Ausztria és centralizmus híveként, hogy a Monarchia csak abban az esetben tud tovább működni, hogy ha a nacionalizmus megszűnik és a nemzetiségek békében élnek egymás mellett. A magyar nacionalisták és a nemzetiségek kapcsolatáról a következőket írta: "Már akkor (1848-49) sem jöhetett volna létre önálló Magyarország, most meg még sokkal kevésbé; mert a magyar nemzet saját országában is apró részekre van töredezve, csak néhány vidéken él nagyobb tömegekben, és a közötte és körülötte élő népek Ausztria összeomlása esetén minden inkább elviselnek, mint azt, hogy a kis állammá összezsugorodó Magyarország önálló legyen."
Nagyra tartotta Tisza Kálmán szabadelvű eszméit és a politikát, amelyet folytatott. Ez a tisztelet egy általa írt és a Neues Wiener Tagblattban 1884. január 19-én megjelent cikkben csúcsosodott ki, a vezércikk az Őrség a Lajtán címet viselte. A cikkben Tiszát az egész birodalom egyetlen olyan, vezető beosztásban lévő politikusának nevezte, aki képes megállítani a konzervativizmus térhódítását. Ugyanakkor szemére vetette Tiszának, hogy tétlenül nézte Taaffe megerősödését, attól várva a magyar érdekek érvényesítésének lehetőségét, és az aktuális politikai helyzetben is óva intett attól, hogy "a kicsinyes viszálykodás, a régi, idejétmúlt gáncsoskodás" a fejlődés és kultúra útjában álljon. Tisza méltatását Taaffe állítólag dühöngve fogadta.
Rudolf a magyar hírlapokban is jelentetett meg cikkeket. Mivel a magyar sajtótörvények liberálisabbak voltak, Rudolf legélesebb hangú cikkei a magyar sajtóban, ezen belül is a Falk Miksa nevével fémjelzett Pester Lloydban jelentek meg (például a bismarcki politika kritikájáról szóló).

## Az utolsó évek kilátástalansága

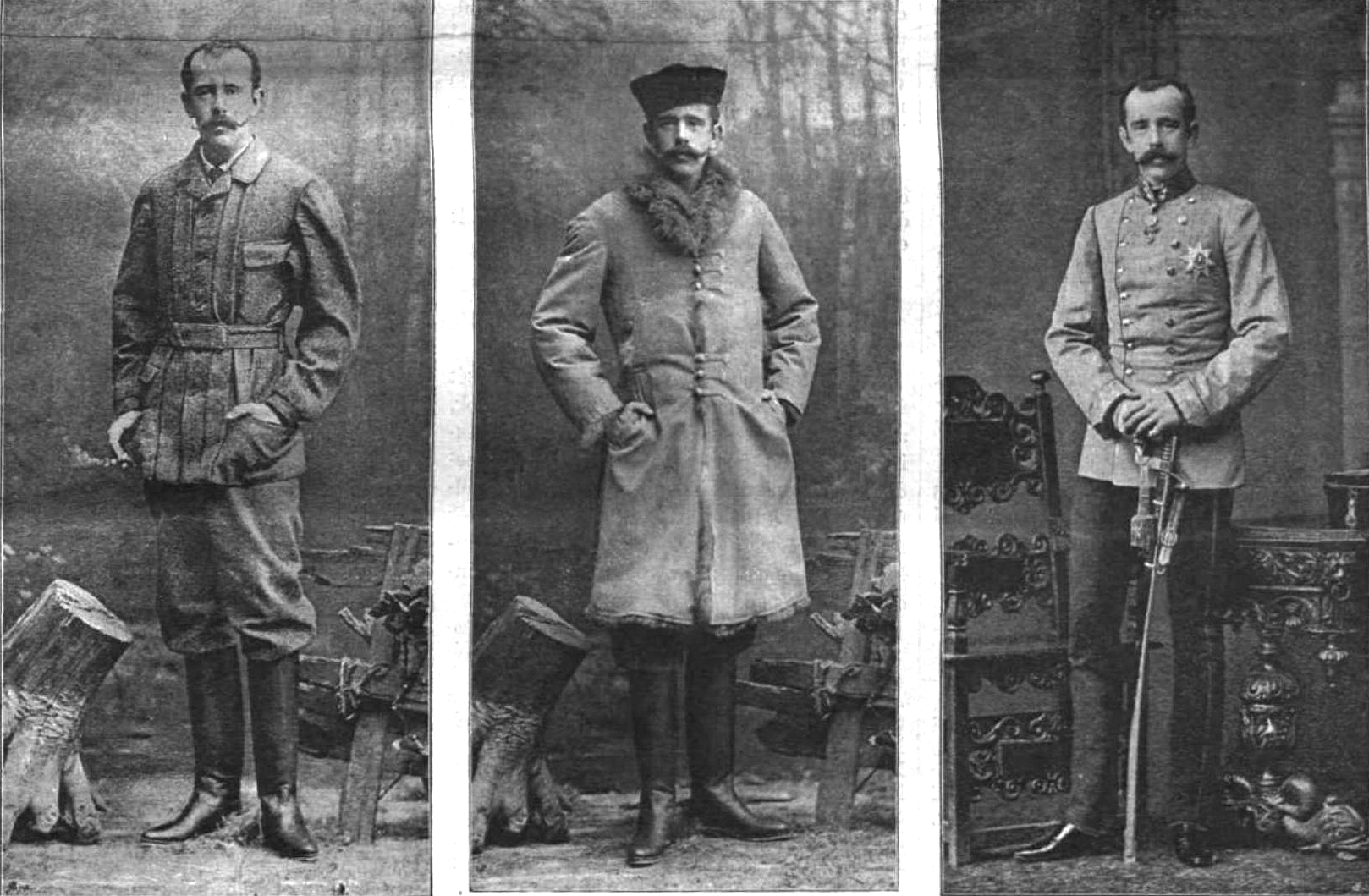
Az utolsó képek közül

Az 1880-as évek második felére minden a legrosszabbul alakult Rudolf számra. Jövőképében szerepelt az angol és német liberálisokkal való együttműködés. Új szövetségeseket látott VII. Eduárdban és III. Frigyesben, akiknek támogatásával valóra váltható lett volna az ideális osztrák állam, melyben a nemzetiségek békében élnek egymás mellett, megvalósítva a hugói Európai Egyesült Államok miniatűr változatát. Azonban már 1888-as trónra kerülésekor tudták, hogy a beteg III. Frigyes uralkodása nem lesz hosszú, így a trón várományosa a militarista II. Vilmos lesz. Ezzel az is egyértelmű lett Rudolf előtt, hogy Németország elmozdulása a liberalizmus irányába lehetetlenné vált, így ő maga egyre jobban a franciák felé fordult.
Balkáni elképzeléseinek véget vetett az 1887-ben Németország és Oroszország között megkötött viszontbiztosítási szerződés. A megállapodásban foglaltak értelmében, ha a Rudolf által olyannyira félt összecsapás bekövetkezik az oroszokkal, az nagy valószínűséggel az osztrákok vereségével végződik, tekintve, hogy a háború kimenetele nagyrészt a német segítségtől függött. Ennek a vereségnek elkerülésére Rudolf a szövetségi rendszerek megváltoztatásában látta a megoldást. Egyre élesebb hangon kritizálta az 1879-es kettős és az 1882-es hármas szövetséget is, és az Oroszországgal történő békés kiegyezés mellett tette le voksát, akár Bosznia-Hercegovina feláldozásának árán is, ugyanis ebben a helyzetben már csak így látta biztosítottnak a Monarchia fennmaradását.
Egy 1888-ban Párizsban megjelent nyílt levél szerzőjében (Julius Felixben) is Rudolf személyét sejtik, írásában (Ausztria-Magyarország és szövetségesei – Österreich-Ungarn und seine Allianzen) is ezeknek az elképzeléseknek ad hangot, felhívja a figyelmet Bismarck kétszínű politikájára, és felszólítja a hármas szövetség felbontására, tekintve, hogy mind Németországnak, mind Olaszországnak területi igényei támadhatnak a Monarchiával szemben, alkalmas szövetségesként a franciákat és az oroszokat nevezi meg. Ezen elképzelések pár nappal a halála előtt már nem csak a külföldi sajtóban, hanem egy bécsi lapban is, a Schwarzgelb 1889. január 26-i számában is megjelentek. (Az újságról feltételezték, hogy Rudolf másik szócsöve).
Ekkora szinte nyílt titokká vált Rudolf politikai álláspontja és újságírói tevékenysége, amint az az 1888 novemberében, a Kreuz Zeitung cikke (Bécsi levél) jól példázza, megemlítik benne zsidó barátait, Franciaország felé való nyitottságát, a walesi herceggel fenntartott szívélyes viszonyát, illetve utalnak benne Hirsch báróra és Falk Miksára is.
A liberálisok befolyása folyamatosan gyengült, ugyanakkor német nacionalisták és antiszemiták hatalma egyre erősödött, – akik szorgalmazták Ausztria német tartományainak a Német Birodalomhoz való csatlakozását – mellyel Rudolf testközelből is meggyőződhetett. Egy alkalommal ugyanis összetalálkozott azokkal a tüntetőkkel, akik Georg von Schönerer pártvezér bebörtönzése ellen (4 havi büntetését a Neues Wiener Tagblatt elleni támadása miatt kapta) és a német csatlakozás mellett demonstráltak. Az a feltételezés is újságokba került, hogy a tüntetéseket követő intézkedések hátterében Rudolf állt. Egyre gyakrabban emlegették zsidó barátait és azok káros befolyását a trónörökösre. Ez az érzület tovább erősödött, amikor egy Schönererhez közeli személyt letartóztattak, mert Rudolfot zsidóbarátként szidalmazta.
Az utolsó évben kezdett kifordulni magából, amivel az össznémet párt híveinek és az antiszemita sajtónak malmára hajtotta a vizet, akik az „elzsidósodott erkölcstelen” trónörökös képét igyekeztek hangsúlyozni a keresztény, feddhetetlen Vilmossal szemben. 1882 novemberében az őt ért támadásokra meggondolatlanul és a következményeket fel nem mérve a Le Figaro hasábjaira szánt, Vilmos magánéleti kicsapongásairól szóló cikket írt, amit érthető módon nem közöltek. Rudolfot frusztrálta az állandó összehasonlítás, illetve Vilmos sikerei, hiszen neki ekkor már négy fia volt és trónon ült.
Ugyanilyen meggondolatlanul járt el egy másik ügyben is. Engelbert Pernerstorfer a képviselőház ülésén tett felszólalásában bizonyos meg nem nevezett főhercegek kicsapongásáról beszélt. Rudolf két unokafivéréről volt szó. Az egyik Ottó volt, akinek neve egy Ennsben történt dragonyos tiszt tisztázatlan halála kapcsán került elő, a másik botrány Ottó bátyját, Ferenc Ferdinándot érintette, aki egy halottas menet koporsóján ugratott át lovával. Rudolfnak semmi köze nem volt tehát az ügyhöz, mégis Ottó főherceggel közösen megverette a képviselőt. Stefániának meg is írta, hogy lebukása kevésen múlott, viszont az ügy új erőt adott a Rudolf elleni gyűlöletkampánynak. Edouard Drumont francia antiszemita író 1888. októberben megjelent írásában (Egy világ vége – La Fin d’un monde) megemlíti ezt az ügyet, oly módon, hogy az alapcselekményt is úgy állítja be, mintha azt nem Ottó és Ferenc Ferdinánd, hanem Rudolf követte volna el.

## Halála
1889. január 31-én a mayerlingi vadászkastélyban holtan találták szeretőjével, Maria von Vetserával együtt. Számos elképzelés merült fel Rudolf halálával kapcsolatban, de a jelenlegi bizonyítékok alapján szeretőjével együtt közös öngyilkosságot követtek el. Rudolf előbb főbe lőtte szerelmét, majd egy tükör segítségével magával is végzett. Emellett léteznek azonban olyan teóriák is, melyek politikai gyilkosságról, balesetről és egyéb elképzelésekről szólnak.

## Rudolf, a természettudós
Rudolf szívesen foglalkozott tudományokkal, főleg néprajzzal és természettudományokkal. Rudolf egyik tanára, Ferdinand von Hochstetter (1829–1884) volt, aki később a Birodalmi Természettudományi Múzeum első igazgatója lett (ma: Naturhistorisches Museum, Bécs). Hochstetter hatására Rudolf rendkívüli érdeklődést tanúsított a természettudományok iránt. Elismerést vívott ki ornitológiai (madártani) publikációival is. Már igen fiatalon értékes ásványgyűjteményt állított össze. (Halála után e gyűjtemény nagy része a bécsi Agrártudományi Egyetem tulajdonába került).
A trónörökös szenvedélyes vadász hírében állott, de nem volt biztos kezű lövő, sőt apja kifejezetten rossz vadásznak tartotta, Ferenc József – más jellegű nézetbeli eltéréseik miatt is – kerülte, a közös vadászatokat. A császár először 1886 januárjában egy allandi vadászat során volt Rudolf vadászvendége. (Egyébként Rudolf halála előtt egy évvel egy vadászaton majdnem lelőtte apját.) A főherceg a magyar főúri vadászok között érezte magát legjobban. Rudolf a vadászatokra egyrészt testedzésként és férfias erőpróbaként tekintett, de leginkább tudományos szempontból érdekelődött iránta. Az udvari vadászatokkal ellentétben nem a trófeák számítottak, hanem az összegyűjtött és tudományosan rendszerezett adatok mennyisége.
Rudolf kedvelte a veszélyes helyzeteket. A vadászatok során mindig egycsövű fegyvert használt, Jókainak egyszer azt mondta, hogy azért kedveli ezt a típust, mert„ha csak egy lövésem van, kényszerítve vagyok jól célozni, biztosan lőni.” A trónörökös mindig vakmerő volt a vadászatban, vendéglátói, a vadászat szervezői részéről nagy odafigyelést igényelt a trónörökös biztonságának megőrzése. Teleki Sámuel is úgy emlékezett rá, mint aki mindig első volt a sebzett vad üldözésében, ami a Rudolf által olyannyira kedvelt erdélyi medvevadászatok során nem is volt éppen veszélytelen (1885-ben egy megsebzett medve támadásának komolyabb következményei nem sokon múlottak).

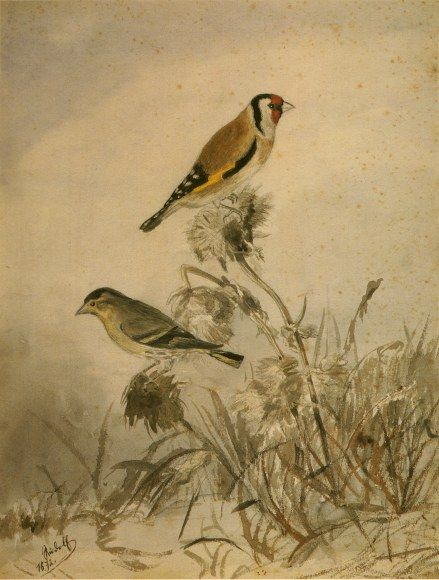
Rudolf festménye tengelic és csíz

Görgényszentimrei vadászatok során (amelyekre a lehetőséget adó területeket 1887-ben vásárolta) barátja lett a későbbi híres Afrika-kutató, Teleki Sámuel. Rudolfnak köszönhetően támadt Telekinek az az ötlete, hogy tervezett vadászútját kösse össze a kelet-afrikai Baringo-tótól északra elterülő vidékeknek a felkutatásával. Az Afrika ezen ismeretlen területének felkutatására irányuló törekvést a Monarchia gyarmatszerző próbálkozásaként is lehet értelmezni. Teleki a trónörökösről és annak feleségéről nevezte el az általa felfedezett tavakat (Rudolf- és Stefánia).

### Tudományos munka
Rudolf azonban nemcsak vadász volt, hanem tanult és lelkes ornitológus is. Rudolf megfigyelő tehetségét, ragadozómadár-ismeretét jó barátja Alfred Brehm is becsülte és Tierleben című művében több helyen fel is használta. Adatokat sorol fel tőle például a keselyűk és a sasok leírásában, a barna kánya és a hamvas rétihéja leírása pedig teljes egészében a trónörököstől származik. Rudolf a madártani megfigyeléseiről rendszeresen naplót vezetett, sőt sokszor már a terepen is készített feljegyzéseket, melyekben irodalmi értékű leírásokat ad a tájról is. Az ornitológiában a főherceget elsősorban a ragadozómadarak érdekelték. Rendkívül izgatta például a törpesas.
Rudolf főherceg nevéhez fűződik a héjasas második csehországi előfordulási adata is. Az 1880-as évek elején egy Prága melletti kastélyban elhelyezett trófeagyűjteményt tanulmányozva figyelt fel egy kitömött héjasasra, a preparátumot Homeyernek és az ismert cseh ornitológusnak, Fričnek is elküldette, s mindketten megerősítették a trónörökös határozását. Rudolf kiderítette, hogy a madarat 1866 júliusának második felében lőtték Finkova közelében. Három olyan írást is publikált, amelyekben kizárólag a fajdokkal foglalkozik, mégpedig főként az akkoriban egyesek által külön fajnak tartott ún. „középfajd”dal (Tetrao ’medius’), ami valójában a siketfajd és a nyírfajd hibridje. Egyik cikkében több példányt is összehasonlított, mind biometriai adataik, mind a tollazatuk színe tekintetében, de még csigolyaszámokat is megadott.
Élete során több nagyobb utazást is tett. 1878-ban Eduard Hodek bécsi preparátor, Eugen von Homeyer és Brehm társaságában tizenöt napos vadászkirándulást tett a Duna magyarországi szakaszán. Több helyütt megálltak, és a Duna melletti ártéri erdőkben, mocsarakban, de távolabbi erdőkben is vadásztak, így felkeresték az adonyi gémszigetet, Apatin és a Drávafok környékét, A Béga-csatorna környéki berkeket, a keskendi erdőt, a Hulló-mocsarat, a Fruška Gorában pedig keselyűkre vadásztak. Céljuk az volt, hogy néhány kevésbé ismert madárfajt természetes közegükben ismerjenek meg és adatokat gyűjtsenek róluk.
1879 április-májusban hosszabb utazást tett, ezúttal kísérői közé tartozott Brehmen kívül Hans Wilczek is. Észak-Olaszországból, Velencéből indultak a Marimar gőzös fedélzetén, útjuk Spanyolország felé tartott. Megfigyeléseket végeztek és vadászatokat tartottak a Sierra de Gredos hegységben, Cartagenában és az Alboran-szigeten, ahol egy sirályfaj volt a megfigyelés tárgya. Innen Gibraltár felé, majd Tangerbe utaztak, majd Lisszabon és Portó érintésével tértek haza. Spanyolországi utazásuk jelentősége volt egy addig ismeretlen pacsirtafaj (Galerida miramare) leírása, ez a faj azonban később azonosnak bizonyult a Brehm által már 1857-ben leírt kövi pacsirtával, így a Galerida miramare név a Galerida theklae szinonímájának tekintendő. Az utazás során több ragadozómadarat (saskeselyűt, fakó- és barátkeselyűt, dögkeselyűt, szirti sast és ibériai sast) ejtett el, biometriai adataikat több más helyről (többek között Magyarországról) származó példányok adataival vetette össze.
A spanyol utazás után azonban külső hatásokra megritkultak Brehmmel folytatott találkozásai, bár továbbra is leveleztek. Az út után olyan újságok jelentek meg a barátságukról, melyeket el kellett kobozni, azok tartalma miatt. Barátja ugyanis protestáns, polgár és Darwin követője volt egyben. Friedrich zu Schwarzenberg prágai érsek egyenesen a császárnál mondta el aggályait azzal kapcsolatban, hogy a trónörökös Brehmmel barátkozik. Fő kifogásának Az állatok világában leírt, általa erkölcsileg megbotránkoztatónak értékelt okfejtéseket tartotta.
Az 1880-as egyiptomi és közel-keleti utazása során megfigyelt madarakról is részletes feljegyzéseket készített. Az utazás során megfigyelt 120 madárfajról (pl. pettyes kakukk, tarka halkapó, zöld gyurgyalag, kis sarlósfecske, fehérkarmú vércse, kuhi, kék kövirigó, öt hantmadárfaj, öt pacsirtafaj, álarcos gébics, fehérfarkú lilebíbic, tüskés bíbic, futómadár, krokodilmadár, halászsirály) adatokat is közölt.

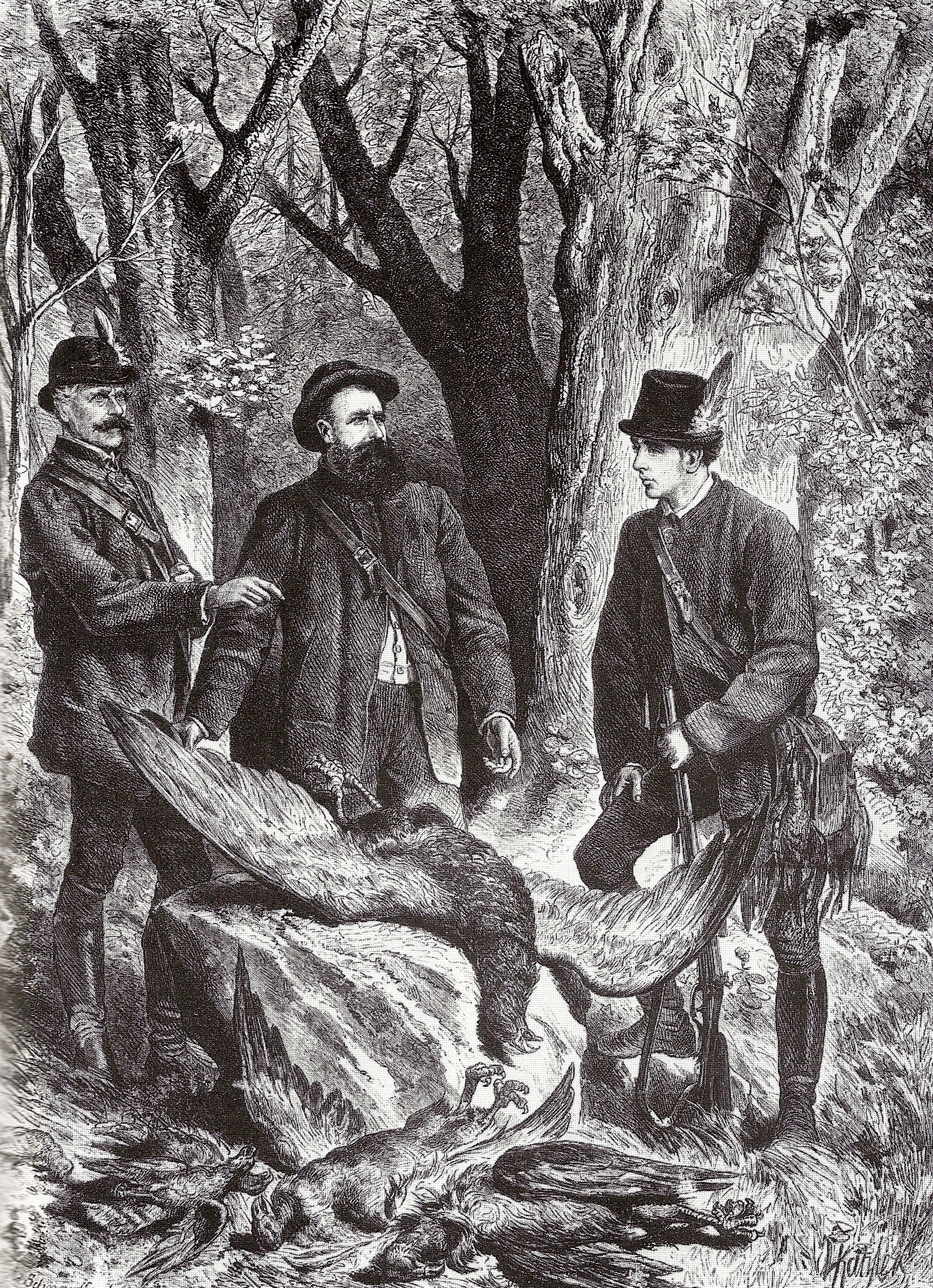
Rudolf sasvadászaton Alfred Brehmmel és Eugen Homeyerrel 1878-ban

### Elismerések
1878-ban előbb a Magyar Tudományos Akadémia, majd a Bécsi Tudományos akadémia tiszteleti tagjává választotta, 1880-ban a budapesti egyetem tiszteletbeli tagja, 1881-ben pedig tiszteletbeli doktora lett. 1882 decemberében a Deutschen Verein zum Schutze der Vogelwelt tiszteletbeli tagja, 1884-ben a bécsi egyetem tiszteletbeli doktora lett. A Magyar Földrajzi Társaságnak tiszteleti elnöke és fővédnöke.
Nemcsak Brehm, de a kor más kiváló ornitológusai is elismerték madártani ismereteit. Herman Ottó egy 1883-ban a Vadász-Lap IV. évfolyamában egy tengelic öngyilkosságáról szóló cikkecskére kissé gúnyosan válaszoló írását a következőképpen fejezi be:
... ha ebben az ítéletben meg nem nyugszik, a mi szabadsága, szívesen ajánlkozom a közbenjárásra például Brehmnél és Homeyernél, Cabanisnál és Dressernél is – ám ítéljenek. S ha ez sem elég, kérjen kihallgatást Magyarország trónörökösénél, ki szintén ornithologus, minden bizonynyal kihallgatja, – de meg is mosolyogja!

### Madárvédelem
Hodek bécsi preparátor közbenjárására Rudolf egy 1875-ös rendeletével védelem alá helyezte a Száva árterén elterülő mocsár, az Obedska bara (hr) gémtelepét. A védelem elsősorban az ekkorra már itt is nagyon megfogyott nagy kócsag-állományt hivatott kímélni. Ez azt is jelentette, hogy ő sem vadászott itt soha, távollétében pedig a terület megóvását a helyi katonai parancsnokra, Molinary báróra bízta. Az Osztrák–Magyar Monarchiában ez tekinthető az első természetvédelmi intézkedésnek, melynek célja egy olyan madárpopuláció megóvása volt, amiből még gazdasági haszon sem származhatott. A védelem alá volt terület tekinthető a mai rezervátum elődjének. A gémeket és kócsagokat a Száva túloldalán továbbra is vadászták, de a fészkelőhelyük megóvása biztosított volt. Emellett a Monarchia országaiban több helyen is madármegfigyelő állomásokat hoztak létre. Rudolf személyesen nyitotta meg Bécsben, 1884. április 7-én az I. Nemzetközi Madártani Kongresszust, melyen ő maga is részt vett. A konferencia megbeszélései elsősorban a madárvédelem ügye körül folytak és javaslatot tettek a monarchiabéliekhez hasonló megfigyelőállomások felállítására a világ más részein is. A munka koordinálására létrehozták a permanente international ornithologische Comitét, melynek lapja, az Ornis 1885-től jelent meg. 1885-ben a védnöksége alatt megrendezett Országos Általános Kiállítás erdészeti pavilonjában negyven ritka madárból álló kiállítást mutatott be. A következő kongresszust eredetileg 1888-ra tervezték, de különböző szervezési nehézségek, a szervezőbizottság tagjainak egymástól távoli lakóhelyei, illetve egyes ornitológusok között fennálló nézetkülönbségek miatt Rudolf a megrendezést 1889/1890 körülre javasolta és közölte, hogy a kongresszus idején kész Budapestre jönni és az első ülésen elnökölni. Rudolf halálával a szervezés is megtorpant (végül a II. Nemzetközi Madártani Kongresszusra 1891-ben került sor Budapesten).

## Személyisége, megjelenése

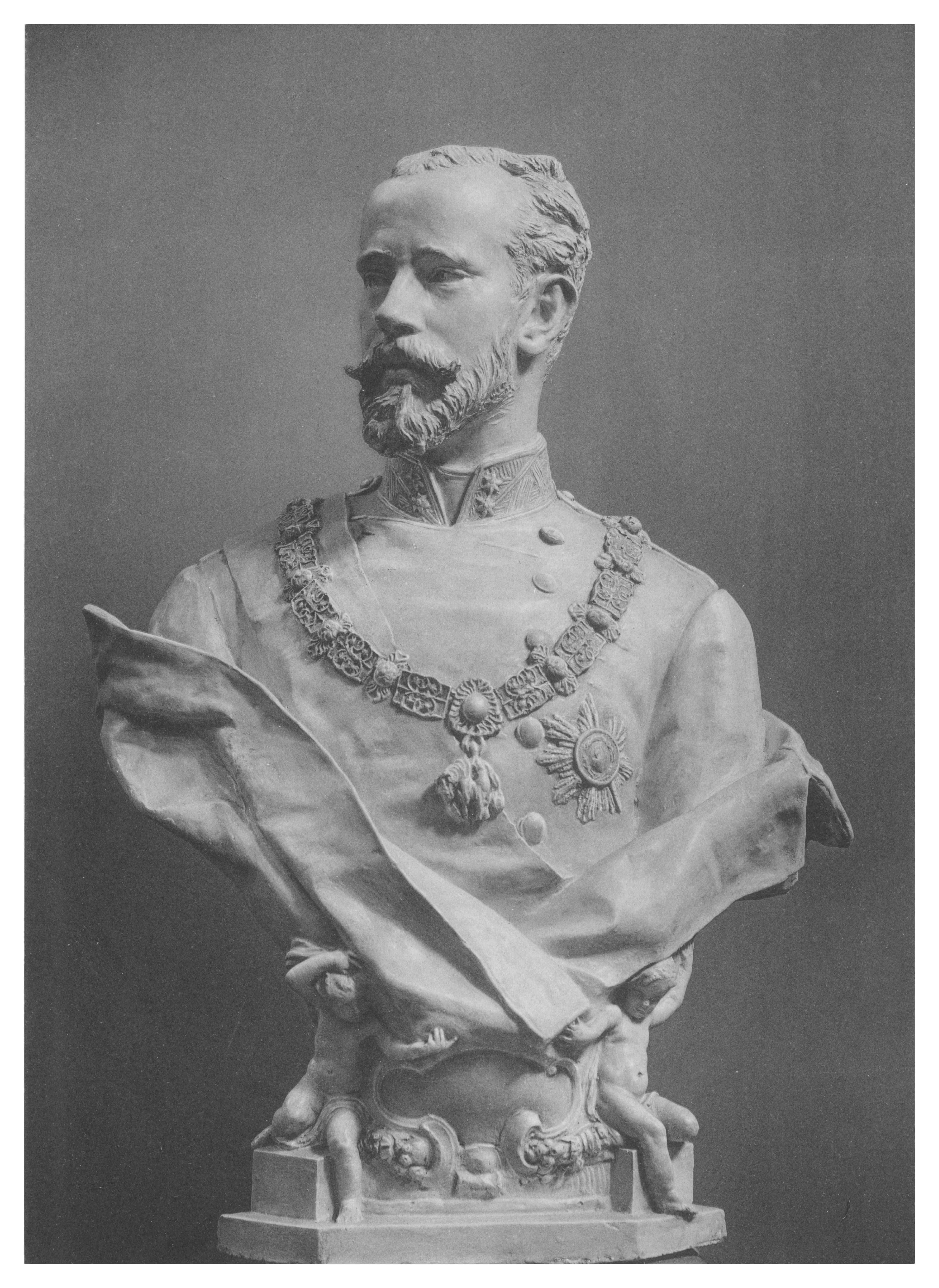
Rudolf mellszobra, Victor Tilgner alkotása

Berlini látogatása során Catherine Radziwill így írt róla: "Nem volt éppen csinos fiatalember, de rendkívül vonzó volt. Fiatal arca komoly, amitől sokkal idősebbnek vélné az ember, vöröses haja határozottan csúnya. De szemének álmodozó pillantása tele van titkokkal és hévvel, s ezért elnyerte mindenkinek a rokonszenvét, akivel csak beszélt" Sógornője, Lujza coburgi hercegné a következőképpen írta le Rudolfot: "Több volt, mint szép: csábító volt. Középmagas és nagyon arányos, ezzel együtt törékeny, de nagyon erős. Világosan látszott fajtisztasága, az embernek akaratlanul is egy telivér jutott eszébe róla; s telivérhez hasonlított az is, ami a leglényegesebb volt benne... könnyelműsége és szeszélyessége." Leírását sápadt arcával és barna szemeivel folytatta. Nagyon érzékeny férfiként szólt róla, kinek hangulata állandóan változott. Nevetését, anyjáéhoz, Erzsébethez hasonlította.
Egyiptomi útja során Brugsch pasa jellemének fontos vonásaiként az egyszerűséget és az igénytelenséget és közvetlenséget nevezi meg. A vadászatok során rendkívüli alapossággal végezte adatgyűjtő munkáját, "mintha épp Ausztria trónörökösének kellene megmutatnia, milyen az alapos zoológus."
Tökéletes ellentéte volt apjának, sokat beszélő, író szabadelvű értelmiségi, aki kíméletlenül szembehelyezkedik a konzervatív udvari gondolkodással. Az apja számára oly sokat jelentő hadügy kérdésében is ellentétek feszültek kettejük között. Látva, hogy mennyire elavul a hadsereg, még azt az Albert főherceget is tudta támogatni, akinek, mint maga fogalmazott „nem vagyok elvakult híve”, azért, hogy a legszükségesebb változásokat át tudják vinni konzervatív apjánál. Félve szerette apját és bár nézeteik élesen különböztek mindig engedelmes trónörökösnek akart mutatkozni. Mikor egy parlamenti vita során Taaffe miniszterelnök egy megjegyzésével azt a látszatot keltette, mintha Rudolf az apjával szemben önmagát akarná előtérbe helyezni, Rudolf valósággal kikelt magából és kész lett volna Taffeetől párbaj során elégtételt venni. A császár jóleső érzéssel fogadta fia reakcióját és utasította Taffeet a dolog tisztázásra.
Tudatosan kerülte az arisztokrácia által rendezett bálokat, de jelen volt például a gazdasági élet jeles alakjait felvonultató trieszti Lloyd bálon, és az osztrák sajtó rendezvényén a Concordia sajtóklub estélyén.
Találkozásuk után Vilmos a következőképpen jellemezte „Érdekes, okos és gyors eszű, lebilincselő természet volt, pezsgő humorú, és természetesen erősen szatirikus vénájú.” Ugyanakkor megjegyzi, hogy vallási kérdéseket nem veszi elég komolyan és az is ellenérzéseket váltott ki benne, hogy „lelke mélyéből gyűlölte e porosz szellemet”.

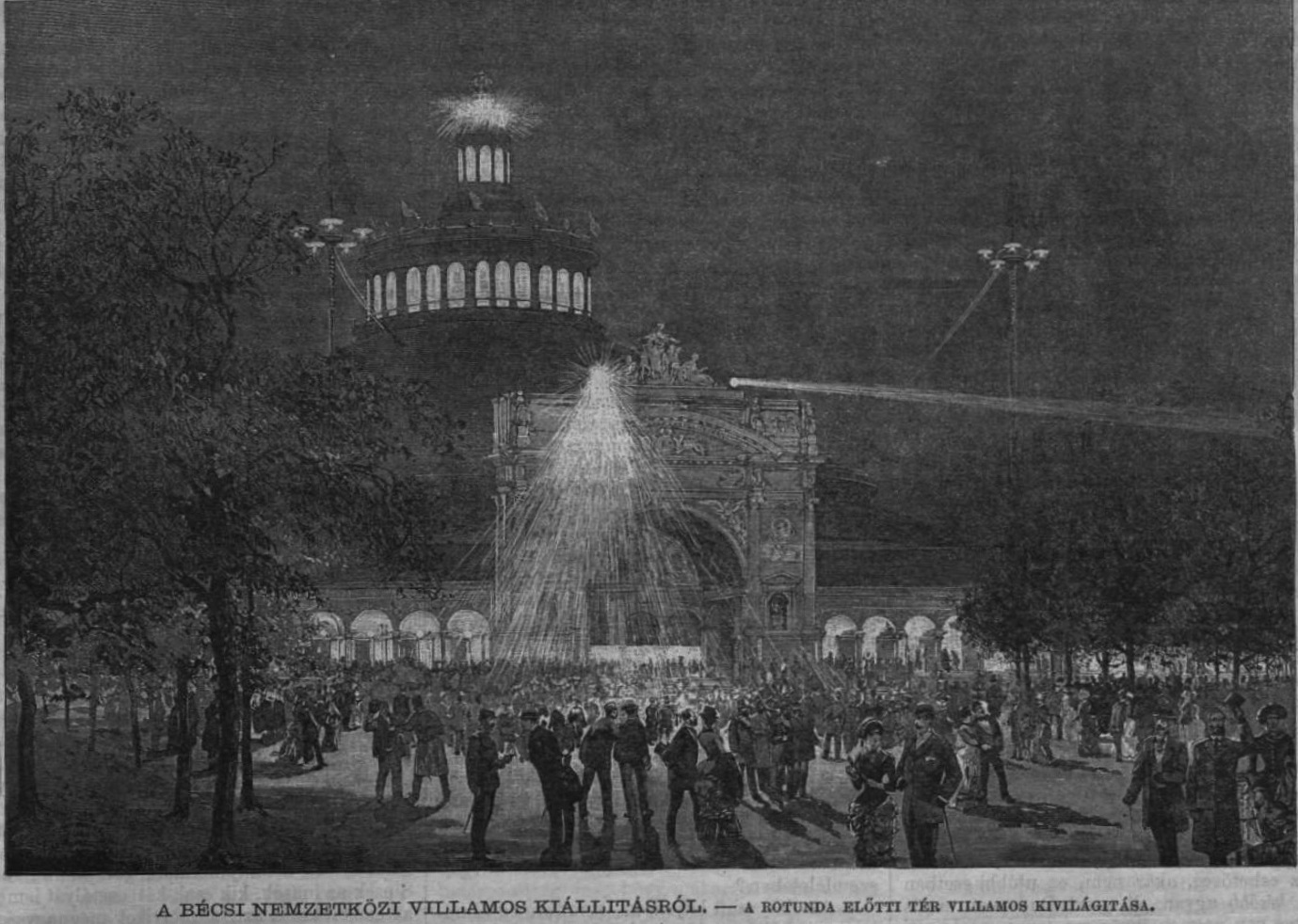
A bécsi Rotundában 1883-ban megrendezett villamossági kiállítás, melynek védnöke Rudolf volt, a megnyitóbeszédet is ő tartotta. Rudolf miközben a vendégeknek mutatta be a kiállítást felfedezte, hogy a legtöbb magas rangú vendég járatlan az új találmányok terén, mint a spanyol király, Alfonz, akiről Rudolf a következőket jegyzete fel: „megemlítettem neki az indukciós gépet, és ő nyilvánvalóan injekciós gépet értett, mert nagy elképedéssel kérdezte »Szóval ilyen kolosszális injekciókkal gyógyítanak manapság?« Olyan nevetés fogott el, hogy majd tíz percig nem is tudtam vele beszélni.”

## Művei
- Der österreichische Adel und sein konstitutioneller Beruf (Az osztrák nemesség és alkotmányos hivatása), München, 1878 – Egy Karl Mengerrel közösen írt 48 oldalas pamflet, mely angliai utazása alatt tett tapasztalások alapján született, melyben szembeállítják az osztrák és angol nemességet, kiemelik a liberális pártok fontosságát. Az írás hangsúlyozza az alkotmányos és parlamentáris rendszer nélkülözhetetlenségét.
- Fünfzehn Tage auf der Donau, 1878 (Tizenöt nap a Dunán, Paszlavszky József fordítása, 1890) – A Duna magyarországi szakaszán tett vadászkirándulásának leírása. Az írás 15 fejezetre oszlik, az utazás napjainak megfelelően, és az 1878. április 22. és május 7 közötti időszakot tartalmazza. A 310 oldalas könyv névtelenül jelent meg, de az ajánlásból hamar kideríthető volt a szerző: "Lipót sógoromnak, a derék vadásznak, hű barátsággal ajánlva".[109] Rudolf kitartott amellett, hogy a könyv csak ajándék lehet, kereskedelmi forgalomba nem hozható. Miután kiderült a szerző kiléte, az újságok hamar felkapták a hírt, s bár Rudolf büszke volt írására, szerény maradt: "Dunai utunkról szóló brosúrám oly sikereket arat, melyeket igazán nem érdemel meg", és "az én írásom csupán a szerény útleírások közé tartozik." Tisztában volt azzal is, hogy a sok elismerés inkább szól a trónörökösnek, mint Rudolfnak.[110]
- Orientreise, 1881 (Utazás Keleten, Brankovics György fordítása, 1883) – Egyiptomban és Palsztiniában tett utazásainak leírása
- Az Osztrák–Magyar Monarchia írásban és képben (vagy Trónörökösmű), monumentális földrajzi és néprajzi munka, amely párhuzamosan jelent meg német és magyar nyelven. Haláláig ő volt a sorozat szerkesztőbizottságának elnöke, védnöksége alatt életében 90 füzet (amelyeket aztán kötetekbe lehetett rendezni) jelent meg. Rudolf alapelképzelése az volt, hogy minden nép egyenlő arányban részesül a műből (beleértve a cigányokat és a zsidókat is), ez a magyar ellenálláson tört meg. A magyar kiadás szerkesztője Jókai Mór, a németé pedig Joseph von Weilen volt.[111] E kötetekben Rudolftól származó írások is voltak, az előszón kívül például a Bécsi-erdő és a Duna ligeterdeinek leírása is tőle származik. Jókai szerint magyar nyelvű írásait mindig maga fogalmazta, és soha nem kellett javítani rajtuk. Rudolf a mások által írt cikkeket egyenként bírálta el. Rudolf a műtől azt remélte, hogy közelebb hozza a birodalom népeit egymáshoz és megerősíti bennük a közös haza szeretetét és felül tudnak emelkedni saját nemzetiségi korlátaikon, hogy az osztrák-magyarnak érezzék magukat.[112] a nagy alkotást azonban pont ezen szándék miatt nem fogadta osztatlan öröm; Csehországban arra szólítottak fel, hogy ne fizessenek elő rá, a klerikális körök pedig túl soknak vélték a zsidóknak jutott részt a létrehozásában.[113]

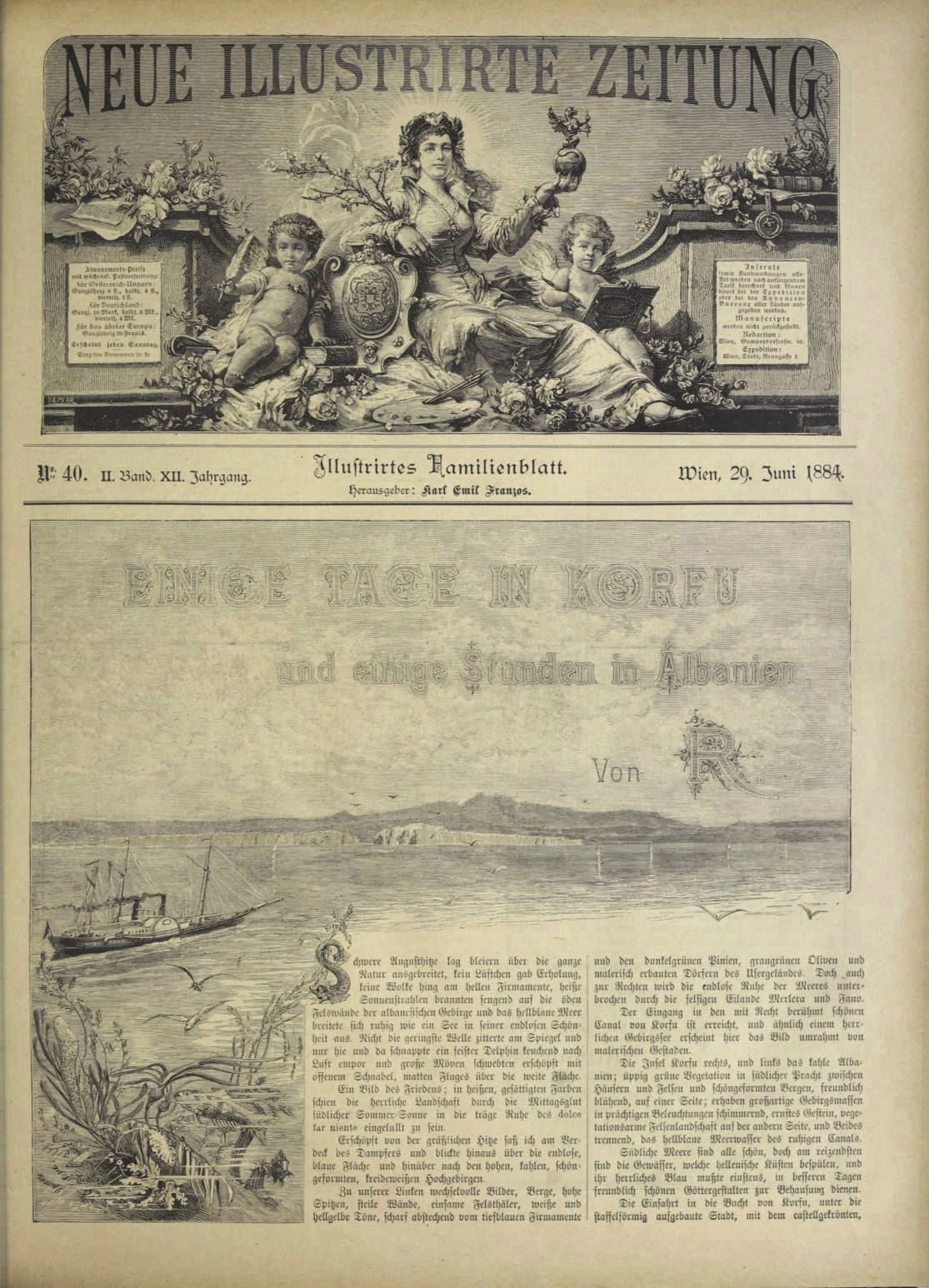
Rudolf írása (Néhány nap Korfun és néhány óra Albániában, 1884)

- 1879-ben írt egy 88 oldalas dolgozatot az 1870-71-es háború spicherni ütközetéről, amit egy előadás keretében a prágai hadtudományi egyesületben be is mutatott[114]
- Madártani cikkeiből jó pár megjelent – gyakran névtelenül, hogy a cikket ítéljék meg, ne az írót, a trónörököst – a Cabanis (Journal für Ornithologie) nevű vadászlapban és 1878-1886 között a Bécsi Ornitológiai társaság közlönyében[115] (Mittheilungen des Ornithologischen Vereines in Wien) is, ahol a szerzőt a cikk elején lévő * jelölte. De cikkei jelentek meg a magyar Vadászati Érdekeink, valamint a német nyelvű Hugo’s Jagd-Zeitung és a Der Zoologische Garten című lapokban. 1880 őszén ismét a Dunán és a Fruška Gorában vadászott (erről az utazásáról a Vadász-Lap 4. évfolyamának hasábjain számolt be Vadászati kirándulásaim Magyarországba című 11 részes cikksorozatában). A különféle vadász- és szaklapokban megjelent írásaiből több összeállítás is kiadásra került, kis példányszámban a barátok részére. Ezek egyike volt az 1887-es Jagden und Beobachtungen von Kronprinz Erzherzog Rudolf.[116]
- Politikai írásai nagy számban a Neue Freie Presse és a Neues Wiener Tagblatt hasábjain jelentek meg, de ugyanitt jelentek meg cikke a tisztek társadalmi helyzetéről is (Nagy tisztesség – kis fizetség (Neues Wiener Tagblatt, 1884/04/17)[117]
- 1883-ban Ezeregy nap címmel jelentetett meg egy cikket, melyben az elektromosság nagyszerűségéről beszél. A cikk apropóját az adta, hogy ekkor rendeztek a bécsi Rotundában egy, az elektromossággal foglalkozó kiállítást, melyen Rudolf tartotta a nyitóbeszédet. Ezt követte egy újabb cikk, melyben a főnemesség csekély érdeklődését kritizálja
- Útirajzai a Neuen Illustrierten Zeitungban jelentek meg (Néhány nap Korfun és néhány óra Albániában – Einige Tage in Korfu und einige Stunden in Albanien, 1884) – szerzőjét egy sokatmondó R takarta[118]
- Két könyve (Úti rajzok és a Spanyolországi utazás) töredékesen maradt fenn hagyatékában[30]

## Emléke

### Természettudományok terén

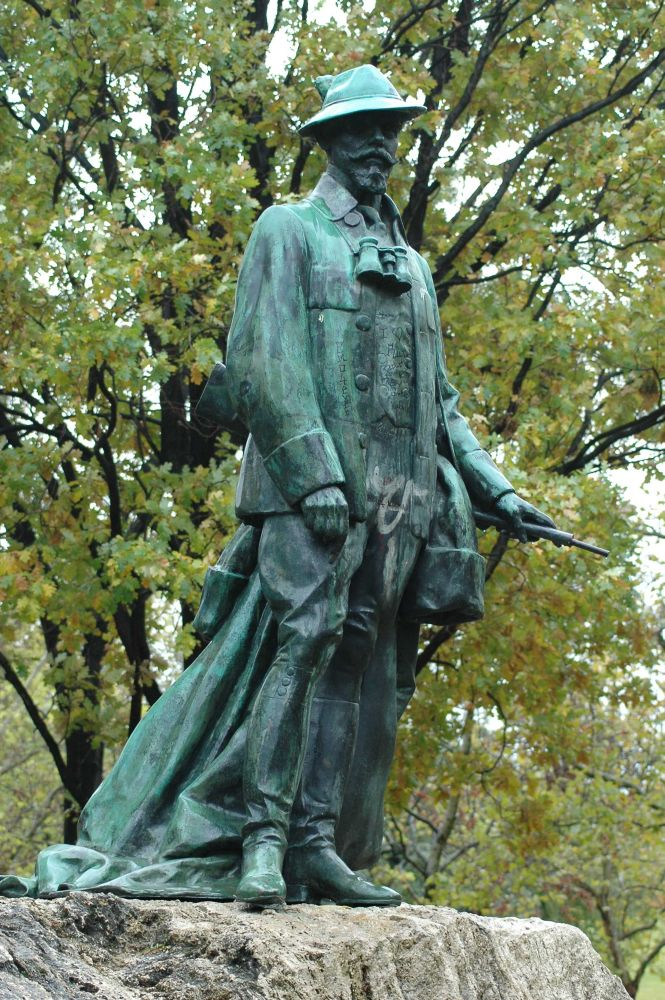
Rudolf szobra a Városligetben

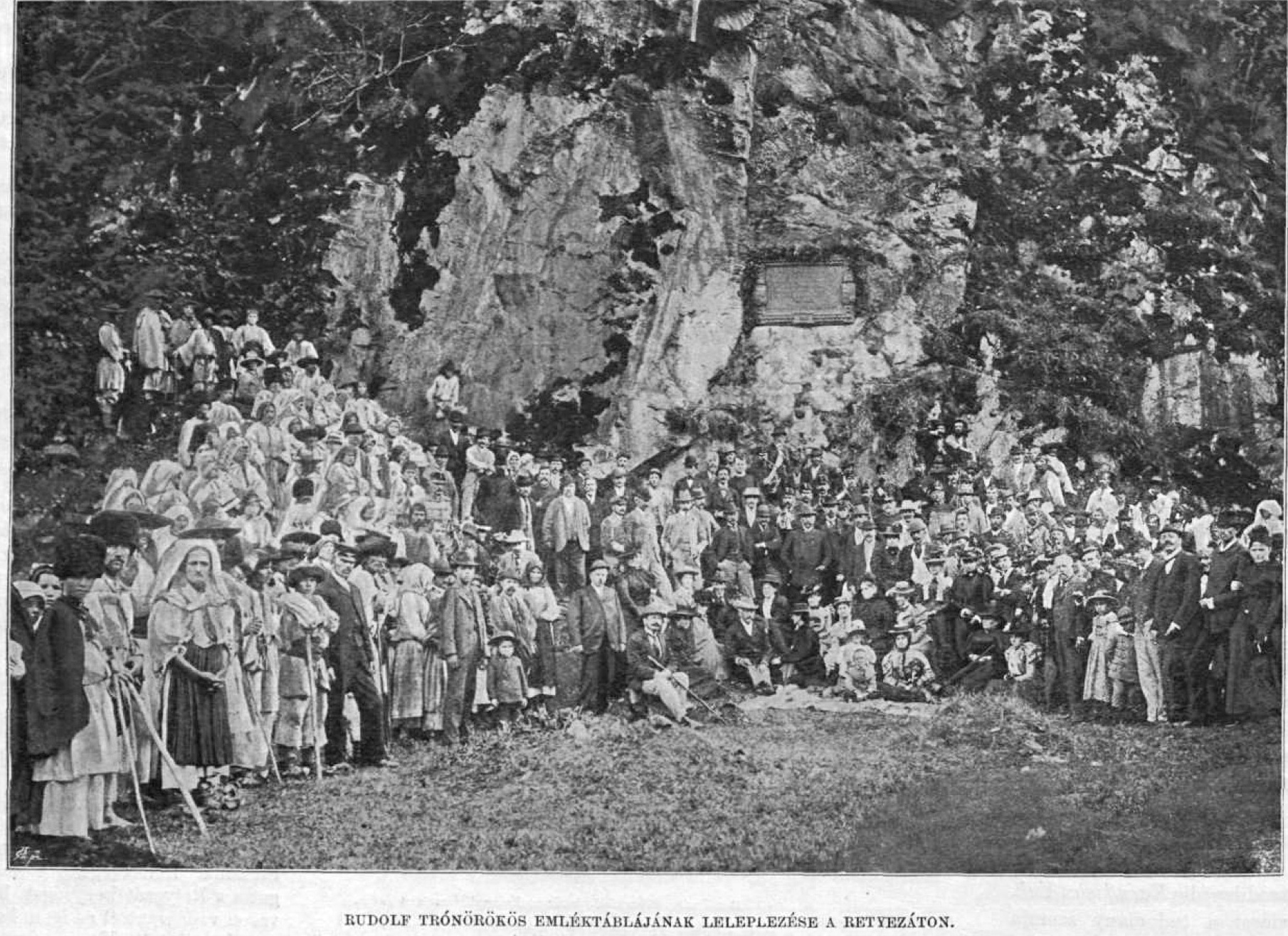
A retyezáti emléktábla felavatása

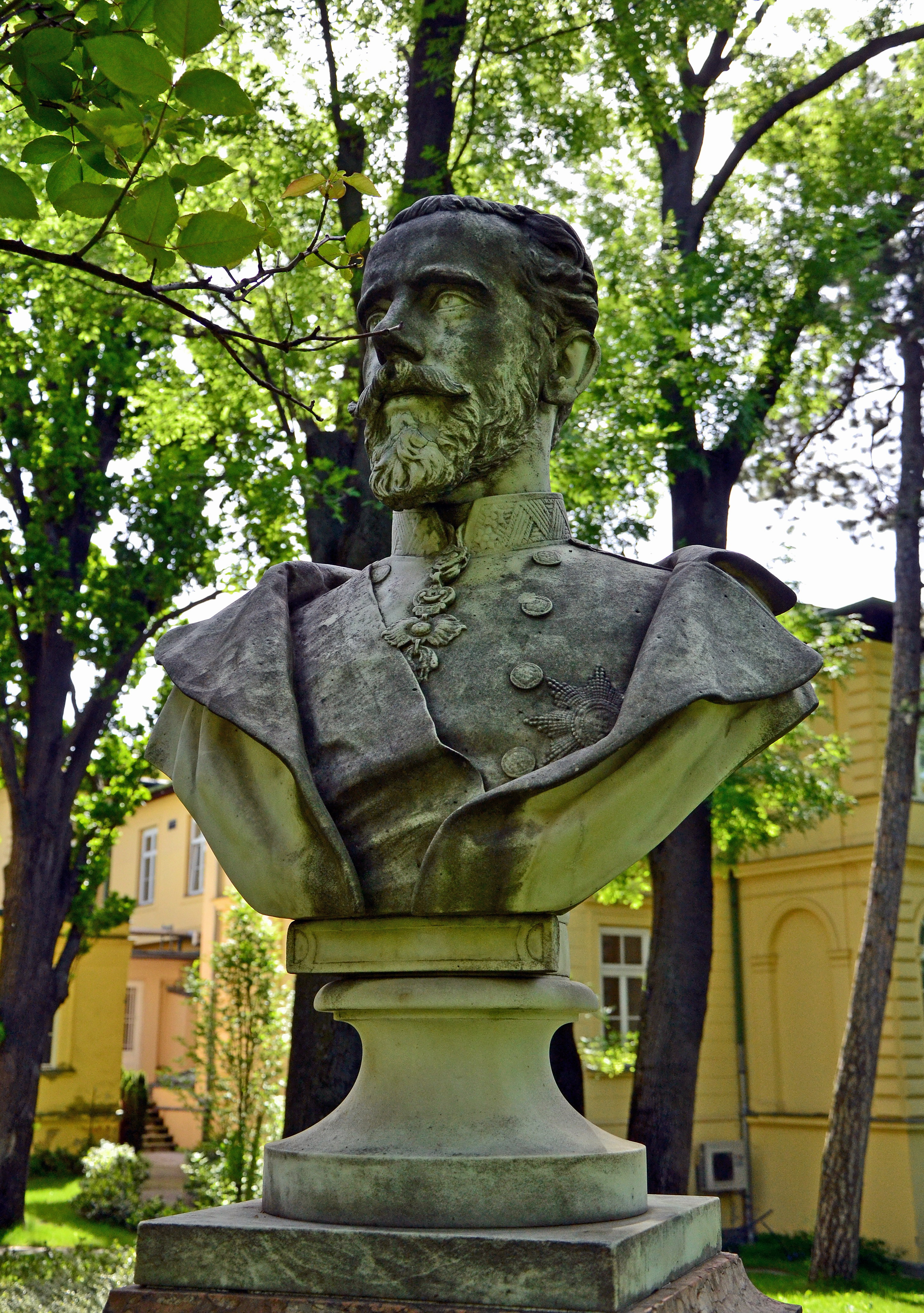
Mellszobra Döblingben

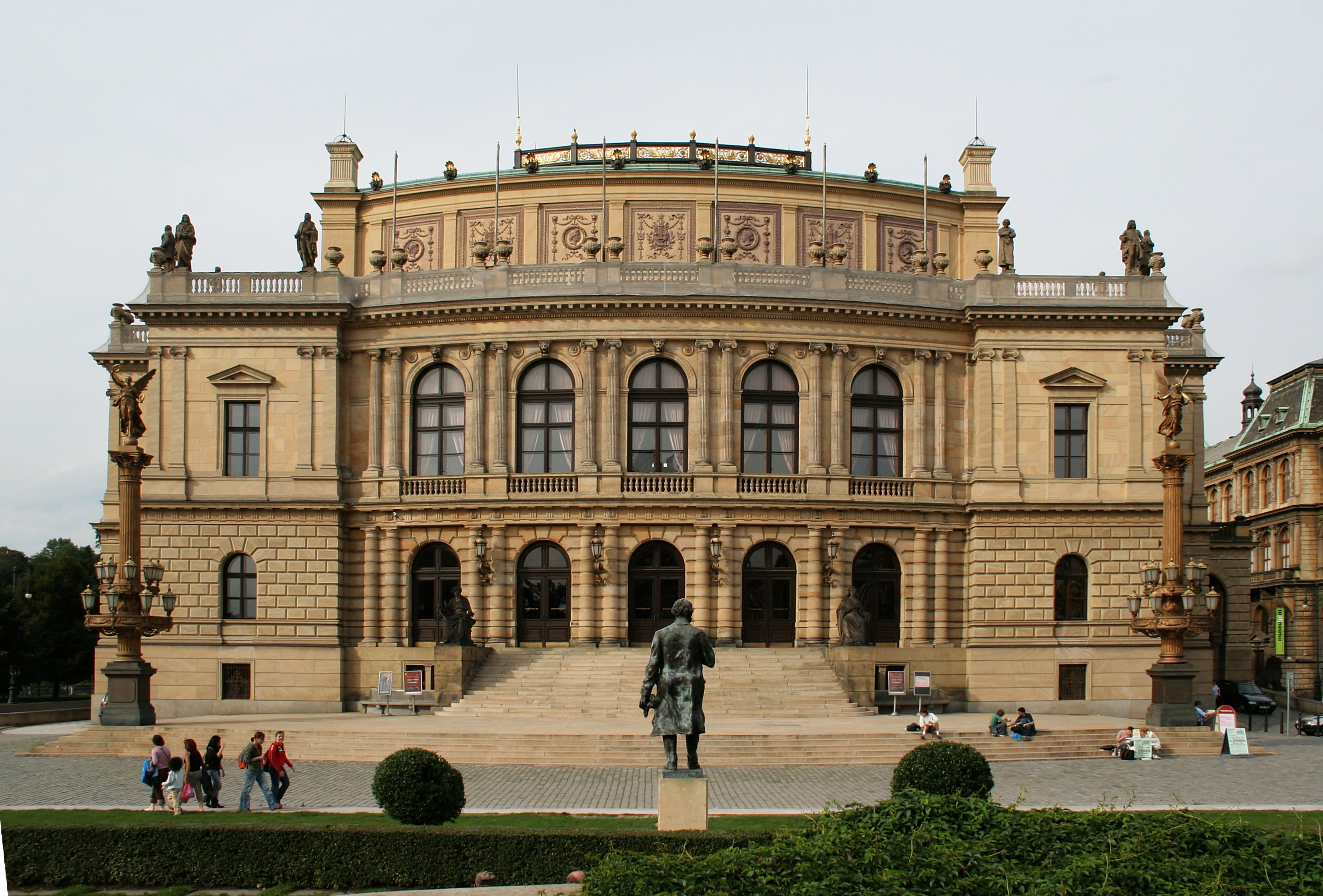
A prágai Rudolfinum

Két madárfaj és egy alfaj tudományos (latin) neve is Rudolf főherceg emlékét idézi. Adolf Bernard Meyer 1882-ben egy új bagolyfajt – Rudolf-kakukkbagoly (Ninox rudolfi) nevezett el Rudolfról. 1885-ben Otto Finsch Pápua Új-Guineából egy új paradicsommadár-fajt – Rudolf-paradicsommadár (Paradisaea rudolphi) – írt le és nevezett el a főhercegről (e paradicsommadár-faj egyik angol neve is Prince Rudolph’s Bird-of-paradise). A siketfajd Kárpátokban élő alfaját (Tetrao urogallus rudolfi) pedig Robert Dombrowski nevezte el Rudolf trónörökös emlékére 1912-ben.

### Szobrok, épületek
- Hazánkban Rudolf trónörökös emlékét egy egész alakos szobor őrzi a budapesti Városligetben. Ferenc József hosszas elzárkózás után adott engedélyt bármiféle emlékmű felállítására. 1903-ban az Uránia Magyar Tudományos Egyesület kezdte meg a gyűjtést, mely még ugyanazon év októberében el is érte a szükséges összeget. Több művészt is felkértek, de csak ketten (Ligeti Miklós és Istók János) készítettek tervet. Istókét, aki katonai uniformisban ábrázolta Rudolfot azonnal elvetették. Ligeti művével szemben is voltak kifogások, de végül őt bízták meg a szobor az elkészítésével. Az ő változat Rudolfot vadászöltözékben, fején tollas kalappal, nyakában távcsővel, oldalán pedig puskával ábrázolta. A mintát 1905-ben készítették el, ami Ferenc József tetszését is elnyerte. Az avatás Ferenc József betegsége miatt kicsit későbbre tolódott, mivel ragaszkodott a személyes jelenlétéhez, így az avatásra 1908. október 12-én került sor. A szobrot az ötvenes években eltávolították eredeti helyéről. A raktárból 1980-ban került a Nagybereki Állami Gazdaság balatonfenyvesi székháza elé, immáron a Vadász címmel. 1995 decemberében került vissza a Városligetbe, korábbi márványtalapzatát azonban már mészkőből készült váltotta fel.[119]
- A kispesti Nagyboldogasszony-templom építésére Ribényi Antal az indíttatást Rudolf tragikus halálából nyerte. A templom védőszentje épp ezért Szent Rudolf lett, és kezdetben a Rudolf fogadalmi templom nevet viselte. A felszentelésre 1904. október 23-án került sor. Később, 1955-ben Nagyboldogasszony lett a templom új védőszentje.[120] A templomépítés anyagi segítésére 1897-ben Cziklay Lajos díszes emlékalbumot állított össze,[121] mely a Rudolf emlék-album címet viselte, illetve az ezredéves kiállítás keretében a Magyar Nemzeti Múzeum előcsarnokában a világ számos pontjáról származó néprajzi anyagból kiállítást rendeztek, Missio kiállítás néven.[122]
- A mai Széchenyi rakpart mellett Budapesten nyolc utca viselte Rudolf nevét, ám a Tanácsköztársaság kikiáltása után ezeket átnevezték.[123]
- Egy 1882 augusztusában tett vadászat emlékére Barcsay Kálmán ötlete nyomán emléktáblát állítottak a Retyezát-hegységben, Gureny település és a Zlata-torok (Gura Zlata) között félúton. A Márkusz Ferenc tervei alapján készült emléktábla felavatására 1897. szeptember 12-én került sor.[124] Felirata (Réthi Lajos, királyi tanfelügyelőtől): Rudolf, magyar királyfi, trónörökös / Ujabb történelmünk büszke reménye, / Deli kedvvel, ifju erőben vadászott itt 1882 év nyarán, / Oldalán bájos hitvese, Stefánia főherczegnő. / Letünt, mint üstökös, hirtelen, megrázólag 1889-ben. / Fennmarad emléke hóhegyek szirtjein is! / Emelte Hunyadvármegye a Haza ezredévi ünnepe esztendejében – 1896
- A schönbrunni állatkert 1920-as években épült ragadozómadár-röpdéjét az 1980-as évek felújítása és bővítése után a főhercegről nevezték el (Kronprinz Rudolf Voliere)
- Rudolfinum-egyesületet (Rudolfinerhaus) Theodor Billroth bécsi orvos alapította szegény sorsú emberek ellátásra. Az alkalmazott ápolónők nem apácák hanem világi képzést kapott szakemberek voltak, ami miatt a védnökséget 1878-ban elvállaló Rudolfot támadások érték, hivatkozva vallásellenességére.[125]
- Rudolfstiftung – 1858-ban fia születésének megünneplésére Ferenc József által alapított kórház
- A Reichsbrücke elődje 1876–1919 között a Rudolf főherceg híd (Kronprinz-Rudolf-Brücke) nevet viselte
- A Rossauer Kaszárnya (Rossauer Kaserne) korábban „Rudolf koronaherceg” – kaszárnya, mely ma többek között az Osztrák Honvédelmi Minisztérium központja
- A prágai Rudolfinum, mely ma a Cseh Filharmonikus Zenekar otthona
- A csehországi Rudolf-forrás (Rudolfův pramen) is az ő nevét viseli
- Nevében nem őrzi az emlékét, de hozzáköthető a Bécsi Hadtörténeti Múzeum (Heeresgeschichtliches Museum – Militärhistorisches Institut) megalapítása is, melyhez nem csak nevét adta, de a munkálatokban és a kiállítási tárgyak gyűjtésében is segédkezett.[126]

## Feldolgozások
- B. Ottlinger, Eva: Rudolf in der Wiener Hofburg. In.: Kronprinz Rudolf Lebensspuren. Hrsg.: Barta, Ilsebill. Wien, 2008. 40-53.
- Bauernfeind, Ernst: Der Kronprinz als Ornithologe. In.: Kronprinz Rudolf Lebensspuren. Hrsg.: Barta, Ilsebill. Wien, 2008. 58-61.
- Borovi Dániel: A budapesti Rudolf trónörökös-emlékmű. Műemlékvédelem 2012. 56. évf. 6. sz. 362-371.
- Borovi Dániel – Vér Eszter Virág (s. a. r.) : Drága Rudolf: Ferenc József és Sisi levelei fiukhoz. (ford.: Nyizsnyánszki Ferenc) Budapest, Szépmíves Könyvek, 2021.
- Borovi Dániel – Vér Eszter Virág: Rudolf trónörökös és Stefánia belga királyi hercegnő bécsi házasságkötése (1881. május 10.).[halott link] MNM Blog 2021. május 10.
- Borovi Dániel – Vér Eszter Virág: A trónörököspár év végi ünnepi ünnepi szokásairól. Napi történelmi forrás 2021. január 6.
- Bled, Jean-Paul: Rodolphe et Mayerling. Paris, Fayard, 1989.
- Gonda Imre, Niederhauser Emil. A Habsburgok. Egy európai jelenség, 2. kiadás, Budapest: Gondolat Kiadó, 256-258, 291-293. o. (1978). ISBN 963-280-714-6
- A.J.P. Taylor: A Habsburg Monarchia 1809-1918. Budapest, Scolar, 2003.
- F. Dózsa Katalin: Rudolf – a reményvesztett imádó. In.: Rudolf – a reményvesztett imádó (Időszaki kiállítás a Gödöllői Királyi Kastély Múzeumban 2008. június 5 – szeptember 28.) Szerk.: F. Dózsa Katalin – Faludi Ildikó. Gödöllő, Királyi Kastély, 2008. 4-9.
- Eckhart Ferenc: Rudolf trónörökös gyermekéveiből. Napkelet 1925 (III. évf.) 7. sz.
- Fejtő Ferenc: Mayerling, 1889. Szerelmi dráma és politikai gyilkosság. Népszabadság 2004. december 24.
- Fellner, Sabine – Unterreiner, Katrin: Morphium, Cannabis und Cocain. Medizin und Rezepte des Kaiserhauses. Wien, Amalthea, 2008
- Gángó Gábor: Jókai Mór és Rudolf trónörökös barátsága. Irodalomtörténet, 2003. 3. sz. 380-395.
- Gerő András: A magyar Habsburg – szükséglet, lehetőség és valóság. In.: Uő.: Képzelt történelem. Fejezetek a magyar szimbolikus politika XIX-XX. századi történetéből. Budapest, PolgART, 2004. 79-83.
- Grössing, Sigrid-Maria: Rudolf trónörökös (ford.: Haynal Katalin) Budapest, GABO, 2006
- Hadarics Tibor: Rudolf trónörökös, az ornitológus. Madártávlat, 2006. XIII/5.
- Hamann, Brigitte: Kronprinz Rudolf. Ein Leben. München – Zürich, Piper, 2006
- Hamann, Brigitte: Rudolf. A trónörökös és lázadó (ford.: R. Szilágyi Éva) Budapest, Európa, 1990
- Hamann, Brigitte: Der Wiener Hof und die Hofgesellschaft in der zweiten Hälfte des 19. Jahrhunderts. In.: Hof und Hofgesellschaft in den deutschen Staaten im 19. und beginnenden 20. Jahrhundert. Hrsg.: Möck, Karl. Rhein, Boldt, 1990
- Hamann, Brigitte: Rudolf. Kronprinz und Rebell. Wien – München, 1978
- Hamann, Brigitte: Rudolf. Majestät, ich warne Sie… Wien – München, 1979
- Haslinger, Ingrid: "Rudolf war immer ein Guter Sohn." Mayerling war ganz anders. Wien, Amalthea, 2007
- Heiszler Vilmos: A Habsburgok Hamletje. Interpress Magazin 1982 (VIII. évf.) 4. sz. 38-45.
- Heiszler Vilmos: A mayerlingi tragédia. Rudolf trónörökös halála. Rubicon 2008/7-8. sz.
- Hermann Antal: Rudolf királyfi a mondában. Ethnogprahia, 1916
- Herre, Franz: Ferenc József élete és kora. Budapest, Magyar Könyvklub, 2000
- Hessky Orsolya: A trónörökös könyve. Az Osztrák-Magyar Monarchia Írásban és Képben. In.: Rudolf – a reményvesztett imádó (Időszaki kiállítás a Gödöllői Királyi Kastély Múzeumban 2008. június 5 – szeptember 28.) Szerk.: F. Dózsa Katalin – Faludi Ildikó. Gödöllő, Királyi Kastély, 2008. 36-45.
- Holler, Gerd : Mayerling: Die Lösung des Rätsels. Wien, 1980
- Iby, Elfriede: Das Kronprinzen-Appartement in Schloß Schönbrunn. In.: Kronprinz Rudolf Lebensspuren. Hrsg.: Barta, Ilsebill. Wien, 2008. 54-57.
- Iby, Elfriede: Rudolf und die Jagd. In.: Kronprinz Rudolf Lebensspuren. Hrsg.: Barta, Ilsebill. Wien, 2008. 62-65.
- Katona Tamás: Jegyzetek. In.: Hamann, Brigitte: Rudolf. A trónörökös és lázadó. (Ford.: R. Szilágyi Éva) Budapest, Európa, 1990
- Kaján Marianna: Rudolf trónörökös és Magyarország. In.: Rudolf – a reményvesztett imádó (Időszaki kiállítás a Gödöllői Királyi Kastély Múzeumban 2008. június 5 – szeptember 28.) Szerk.: F. Dózsa Katalin – Faludi Ildikó. Gödöllő, Királyi Kastély, 2008. 14-16.
- Kovács Anita: Rudolf trónörökös. A magyar és a Habsburg történeti hagyományok között. Nagyerdei Almanach 2013/2. 4. évf. (ISSN 2062-3305)  Archiválva 2015. október 10-i dátummal a Wayback Machine-ben
- Kovács Éva Marianna: Rudolf és a természettudományok. In.: Rudolf – a reményvesztett imádó (Időszaki kiállítás a Gödöllői Királyi Kastély Múzeumban 2008. június 5 – szeptember 28.) Szerk.: F. Dózsa Katalin – Faludi Ildikó. Gödöllő, Királyi Kastély, 2008. 22-27.
- Kovács Éva Marianna: Rudolf trónörökös nevelői Archiválva 2016. március 4-i dátummal a Wayback Machine-ben
- Kiss Lajos: Hódmezővásárhelyi mondák Rudolf királyfiról. Ethnographia, 1925
- Kronprinz Rudolf Lebensspuren. Hrsg.: Barta, Ilsebill. Wien, 2008
- Landgraf Ildikó: Emlékezet és elbeszélés. Valóság és típusteremtés a Rudolf-hagyományban. In: Mir-Susné-Xum. Tanulmánykötet Hoppál Mihály tiszteletére. Budapest, Akadémiai, 2002. I. köt. 222-238.
- Landgraf Ildikó: „Ferenc Jóska – még én is annak a katonája vótam.” Ferenc József-folklór, Rudolf-mondák és az I. világháború. In.: Acta Musei Militaris in Hungaria. A Hadtörténeti Múzeum értesítője 12. Szerk.: Szoleczky Emese – Závody Szilvia. Budapest, HTM, 2011. 105-112.
- Manhercz Orsolya: Magas rangú hivatalos utazások Magyarországon a Bach-korszakban. Ferenc József magyarországi látogatásai 1849 és 1859 között (PhD-disszertáció.) Budapest, ELTE BTK Történeti Intézet, 2012
- Markus, Georg: Kriminalfall Mayerling. Leben und Sterben der Mary Vetsera. Mit neuen Gutachten nach dem Grabraub, Wien – München, 1993
- Mitis, Oscar von: Das Leben des Kronprinzen Rudolf, Leipzig, 1928
- Windisch-Graetz, Ghislaine: Kaiseradler und rote Nelke. Wien – München, 1988
- Papházi János: A trónörökös hagyatéka Bécsben. In.: Rudolf – a reményvesztett imádó (Időszaki kiállítás a Gödöllői Királyi Kastély Múzeumban 2008. június 5 – szeptember 28.) Szerk.: F. Dózsa Katalin – Faludi Ildikó. Gödöllő, Királyi Kastély, 2008. 46-51.
- Salvendy, John T.: Három Habsburg pszichopatológiája. Ferenc József császár, Erzsébet királyné és Rudolf trónörökös. Valóság 1986. 3. sz. 95-107.
- Salvendy, John T.: Rudolf. Egy lázadó Habsburg lélektani tükörben. Budapest, Minerva, 1988
- Szívós Erika: Budapesti mesék. Jókai és az Osztrák-Magyar Monarchia Írásban és Képben. Budapesti Negyed 2007. nyár (XV. évf.)  57. sz. 222-235.
- Tarján M. Tamás: 1881. május 10. | Rudolf főherceg és Stefánia belga hercegnő esküvője. Rubicon
- Thiele, Johannes: Kronprinz Rudolf 1858-1889. Mythos und Wahrheit. Wien, Christian Brandstätter Verlag, 2008
- Unterreiner, Katrin: Kaiserzeit. Erfurt, Sutton, 2008
- Unterreiner, Katrin: Kronprinz Rudolf: „Ich bin andere Bahnen gegangen…”. Eine Biografie. Wien, Syria, 2008
- Vér Eszter Virág: "…így jutott az istenek sorába Romulus..." A Rudolf-kép változásai a Monarchia magyar nyelvű sajtójában. Múlt-Kor 2015. ősz 86-91.
- Vér Eszter Virág: "Rezső királyfink" Fejezetek Rudolf trónörökös politikai nézeteinek magyar vonatkozásairól. In. : Rudolf – a reményvesztett imádó (Időszaki kiállítás a Gödöllői Királyi Kastély Múzeumban, 2008. június 5 –szeptember 28.). Szerk. : F. Dózsa Katalin – Faludi Ildikó. Gödöllő, Gödöllői Királyi Kastély, 2008. 28-35.
- Vér Eszter Virág: Sisi fiának különös házassága és korai halála. wmn.hu 2019. június 17.
- Vér Eszter Virág: Rudolf trónörökös különös házassága. Újkor.hu 2019. július 26.
- Vér Eszter Virág: Rudolf trónörökös halála és emlékezte. Újkor.hu 2017. január 30.
- Vér Eszter Virág: Traumák és örömök: Rudolf trónörökös gyermekkora (1858-1866). BBC History 2019. (9. évf.) 2. sz. 42-46.
- Wandruszka, Adam: Das nur halb Gelöste Raetsel. In.: Mitis, Oscar: Das Leben des Kronprinzen Rudolf. Wien – München, Herold, 1971
- Weissensteiner, Friedrich: Rudolf trónörökös és a nők. Erzsébet császárnétól Vetsera Máriáig (ford.: Rónahegyi Éva) Budapest, Sziget, 2005
- Winkerhofer , Martina: Adel Verpflichtet. Aristokratinnen in der k. u. k. Monarchie. Wien, Amalthea, 2009
- Winkerhofer, Martina: "viribus unitis" Der Kaiser und sein Hof. Ein neues Franz-Joseph-Bild. Wien, Almathea, 2008
- Winkelhofer, Martina: Finom kis társaság. Botrányok Európa királyi és császári házaiban (ford.: Almássy Ágnes) Budapest, Gabo, 2015
- Előkerült a búcsúlevél Rudolf trónörökös öngyilkosságáról. Múlt-Kor 2015. július 31.

## Szépirodalom, lektűr
- Bart István: A boldogtalan sorsú Rudolf trónörökös. »Szerelmi regény.« Budapest, Helikon, 1984
- Jókai Mór: Bálványos vár a trónörökös főherczegi párnál. In.: Uő.: Életemből. Igaz történetek, örök emlékek, humor, útleírás. Budapest, Révai testvérek, 1898. I. köt. 155-157.
- Jókai Mór levelezése (1876–1885) Szerk.: Győrffy Miklós. Budapest, Akadémiai, 1992 (Jókai Mór összes művei)
- Jókai Mór: Életemből. Igaz történetek, örök emlékek, humor, útleírás. Budapest, Révai testvérek, 1898. I. köt.
- Jókai Mór: Emlékbeszéd Rudolf trónörökösről és egyéb beszédek. Budapest, 1898
- Jókai Mór: Az Osztrák-Magyar Monarchia Írásban és Képben. Vasárnapi Ujság 1885. november 29. 775-776.
- Jókai Mór: Rudolf trónörökös. In.: Uő.: A históriai tarokkparti. Más hátrahagyott írásokkal. Budapest, Unikornis, 1996
- Jókai Mór: A trónörökös pár elfogadási napja Budavárában. In.: Uő.: Életemből. Igaz történetek, örök emlékek, humor, útleírás. Budapest, Révai testvérek, 1898. I. köt. 139-146.
- Krúdy Gyula: Jockey Club. In.: Uő.: Rudolf királyfi, a boldogtalan szerelmes. Budapest, Eri, 2006
- Krúdy Gyula: Jókai barátja, a boldogtalan Rudolf királyfi. In.: Uő.: Rudolf királyfi, a boldogtalan szerelmes. Budapest, Eri, 2006
- Markó Miklós: Rudolf trónörökös itthon. In.: Boldog napok-szomorú évek. Visszaemlékezések I. Ferenc József születésének 100-ik évfordulóján (1830–1930). Társadalmi és katonai események írásban és képben. Szerk.: Markó Miklós. Budapest, Atheneum, 1930. 44-45.
- Mikszáth Kálmán: A királyfi könyve. In.: MKÖM, Cikkek és karcolatok. Budapest, Akadémiai, II. köt. 1130-1131.
- Mikszáth Kálmán: A királyfi, mint magyar író. In.: MKÖM, Cikkek és karcolatok . Budapest, Akadémiai, II. köt. 1384.
- Mikszáth Kálmán: Konferencia a királyfinál. In.: MKÖM, Cikkek és karcolatok . Budapest, Akadémiai, II. köt. 1496-1498.
- Mikszáth Kálmán: Levél a fővárosból (Budapest, május 18.) In: Uő.: MKÖM, Cikkek és karcolatok. Budapest, Akadémiai , II. köt. 42.
- Mikszáth Kálmán: Népmese Rudolf királyfiról. In.: MKÖM, Cikkek és karcolatok. Budapest, Akadémiai, II. köt. 190-192.
- Morton, Frederic: Nyugtalan ragyogás – Rudolf trónörökös élete és a Monarchia. Budapest, 2006
- Richter, Werner: Kronprinz Rudolf von Österreich. Erlenbach – Zürich, Eugen Reutsch, 1941
- Richter, Werner: Rudolf trónörökös élete és tragikus halála (ford.: Halász Ernő) Budapest, Béta, [1943]

## Megjegyzés
1. ↑  Anyja hasonlóan rossz szemmel nézte a közeledést, bár csak naplójában tett róla említést, így Rudolf erről nem tudott. Ő a Kremsierben lefolyt találkozóról írt versében, ahol a cári családot rendjeles majmoknak titulálta és diplomata szamaracskákról beszél. De a vers zárósora a legbeszédesebb: „Hánynom kell, valaki vödröt készítsen”